# Église Saint-Nazaire de Corme-Royal
L'église Saint-Nazaire est une église catholique située à Corme-Royal, en France et classée Monument Historique.

## Localisation
L'église est se trouve dans le département français de la Charente-Maritime, dans la commune de Corme-Royal. Elle est située à l'entrée sud-est du bourg, près de la place principale.

## Historique
Une église antérieure dédiée à Saint-Pierre, paroissiale aussi, a existé près de cet emplacement. Elle s'élevait un peu plus vers l'ouest, semblerait-il proche de la place actuelle, car une charte de 1040 fait mention d'une église dédiée à saint Nazaire qui aurait été donnée à l'abbaye de la Trinité de Vendôme. Sept ans plus tard, cette même église était cédée à l'abbaye aux Dames de Saintes. Il ne peut s'agir que d'un édifice précédent, détruit sans doute volontairement, comme beaucoup l'ont été à cette époque, pour être remplacé par l'actuel édifice.
Fondée dans la deuxième moitié du XIIe, l'église actuelle fut vraisemblablement édifiée en deux étapes : d'abord un transept, surmonté d'un clocher et dont il reste les vestiges du croisillon sud, et le chœur qui a gardé une partie de son mur sud. Ensuite, vers la fin de la seconde moitié du XIIe siècle, la nef était voûtée en berceau brisé et la façade occidentale construite.

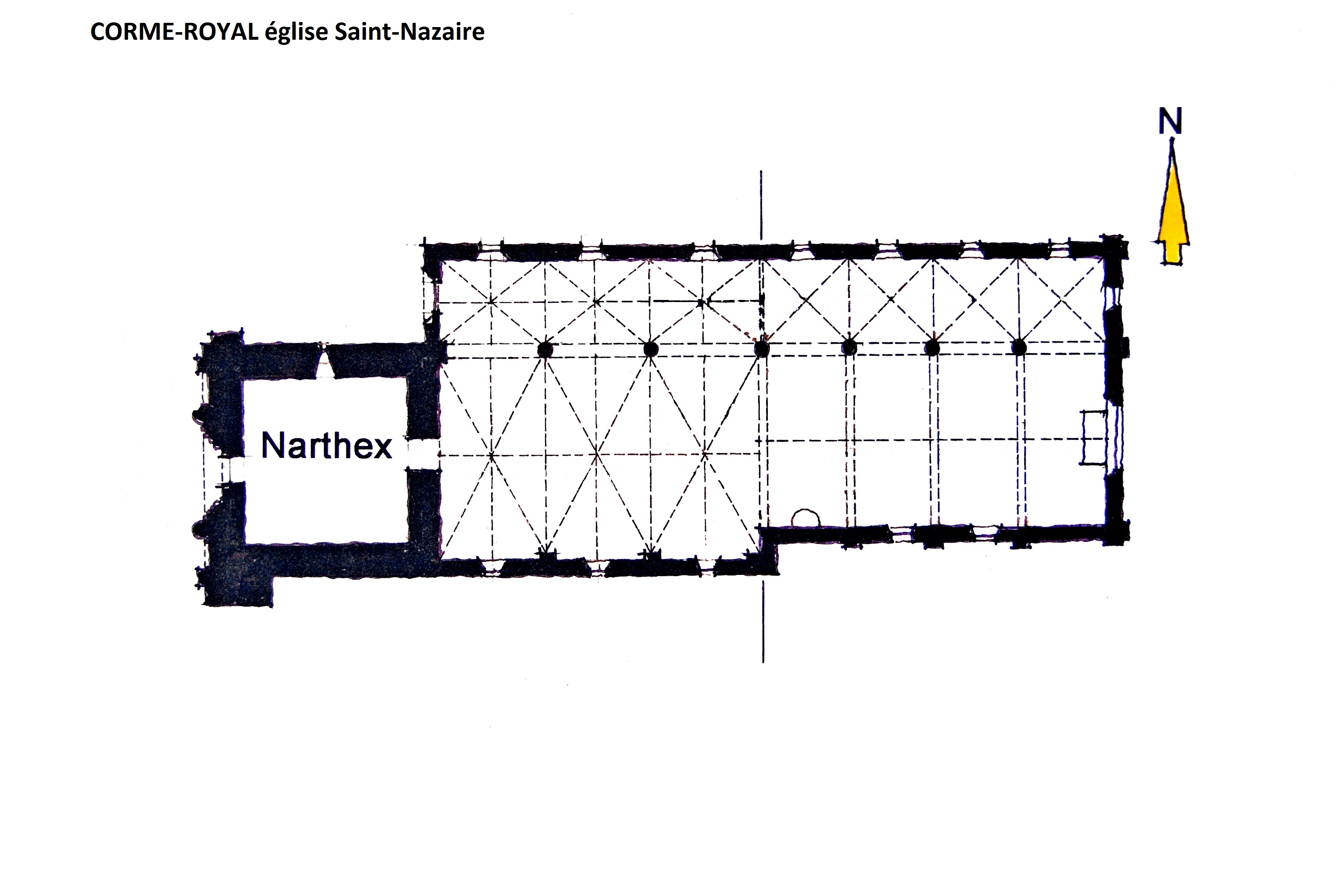
Plan de l'église.

Par la suite l'édifice a connu plusieurs phases de reconstructions ou de remaniements.
- Le chevet primitif était demi-circulaire. Il portait vraisemblablement sur le chœur ou sur l'ancien carré du transept un clocher roman. Il fut reconstruit dès le XIIIe siècle, un mur plat gothique, percé par une grande fenêtre ogivale, venant remplacer l'abside originelle.
- Dès l'entrée, on trouve un mur massif percé d'une porte haute et étroite qui, par cinq marches accède à la nef. Cet narthex est éclairé par deux fenêtres en plein-cintre : l'une ouvrant sur la façade, l'autre très étroite regardant le Nord. Il est recouvert à grande hauteur d'une voûte en ogive étoilée, réunissant ses nervures autour d'un trou à cloches.
- La nef comprend six travées, les trois premières voûtées en ogive avec clés sculptées ; les trois suivantes, moins hautes, en berceau brisé.
- Dans la seconde moitié du XVe siècle, à la suite de la guerre de Cent Ans, une grande partie de l'édifice fut reprise. Le mur gauche a été remplacé par une suite de cinq grosses colonnes lisses, sans chapiteaux, qui reçoivent les arcs ogivaux de la voûte et les retombées des six grandes baies ouvrant sur un bas-côté au nord, couverte également en ogive.

Éclairée par cinq fenêtres en arc brisé, cette deuxième nef possède aussi à l'occident et sur un palier précédé de plusieurs marches sa porte d'entrée particulière extérieurement sans ornement.
Des éléments défensifs furent ajoutés au mur sud de la nef (chemin de ronde, créneaux, meurtrières...), et un nouveau clocher fut édifié au-dessus de la première travée de la nef, nécessitant de renforcer considérablement les murs le soutenant. Des embrasures trouent les murs du clocher. Le mur Sud semble appartenir plutôt à un château qu'à un édifice religieux. Il est garni en entier de merlons et de créneaux.
- Ces travaux furent complétés au XVIIe siècle, en particulier pour l'achèvement des voûtes des premières travées de la nef, et pour celui du clocher, couvert d'un toit en carène.

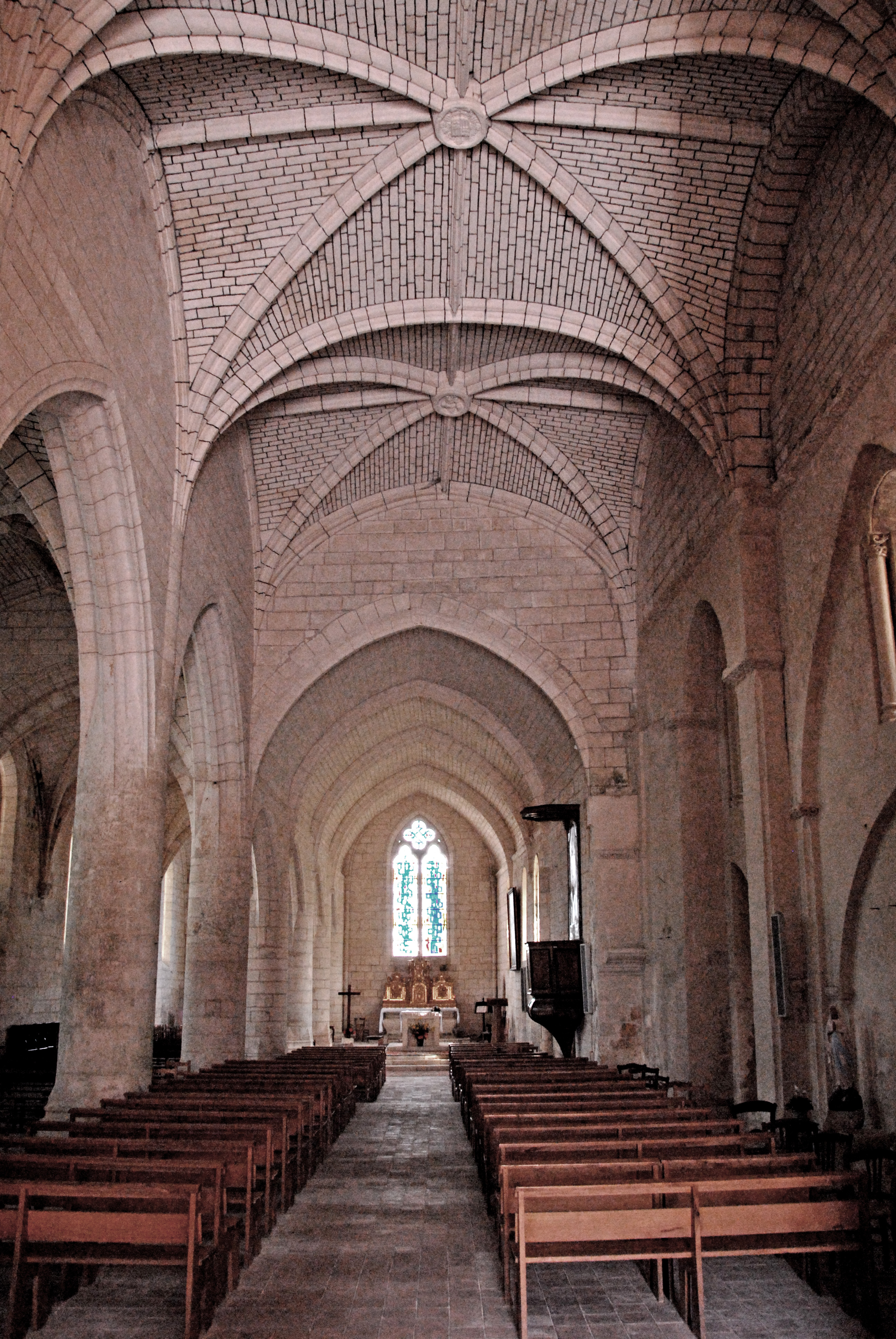
Nef.
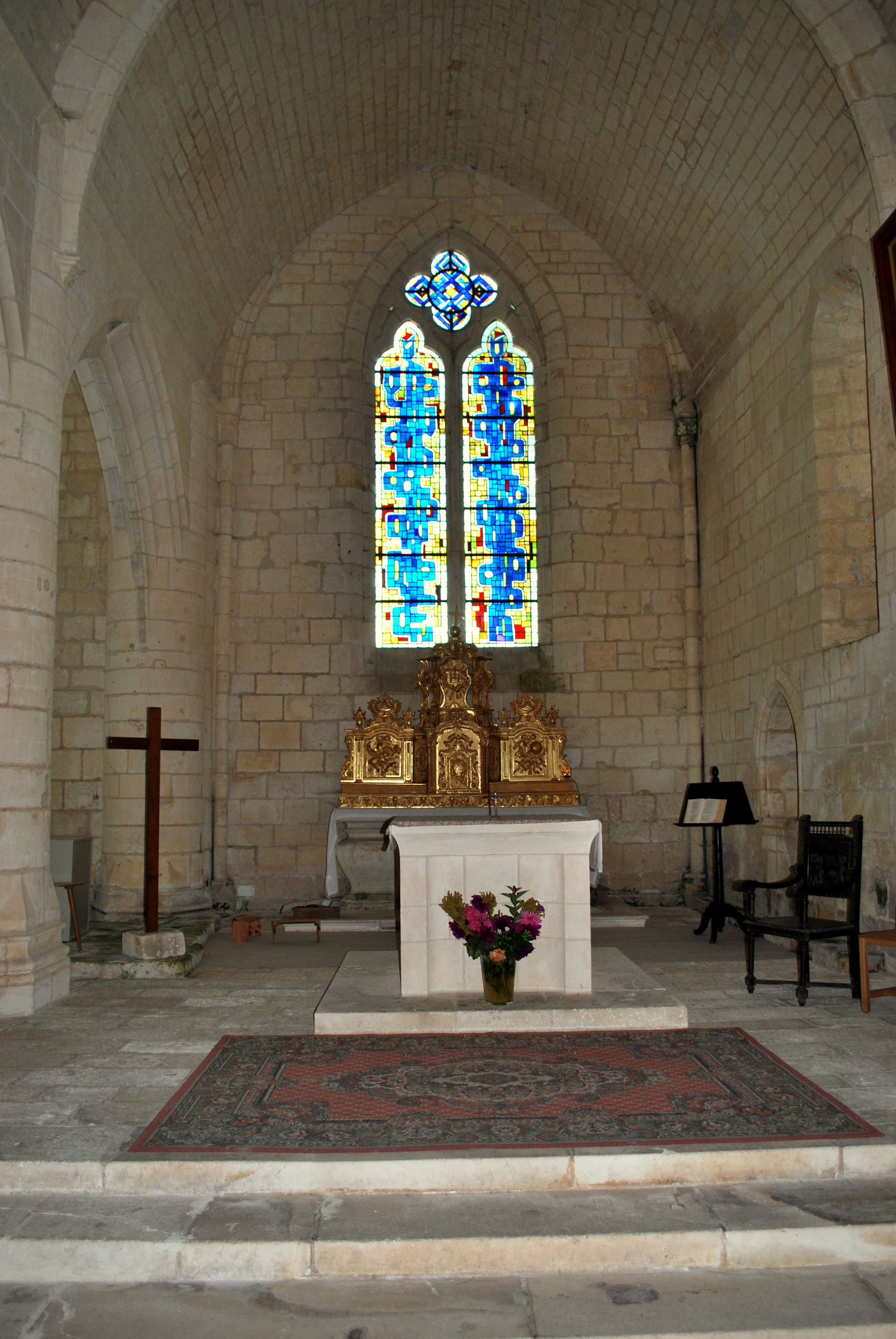
Autel principal.
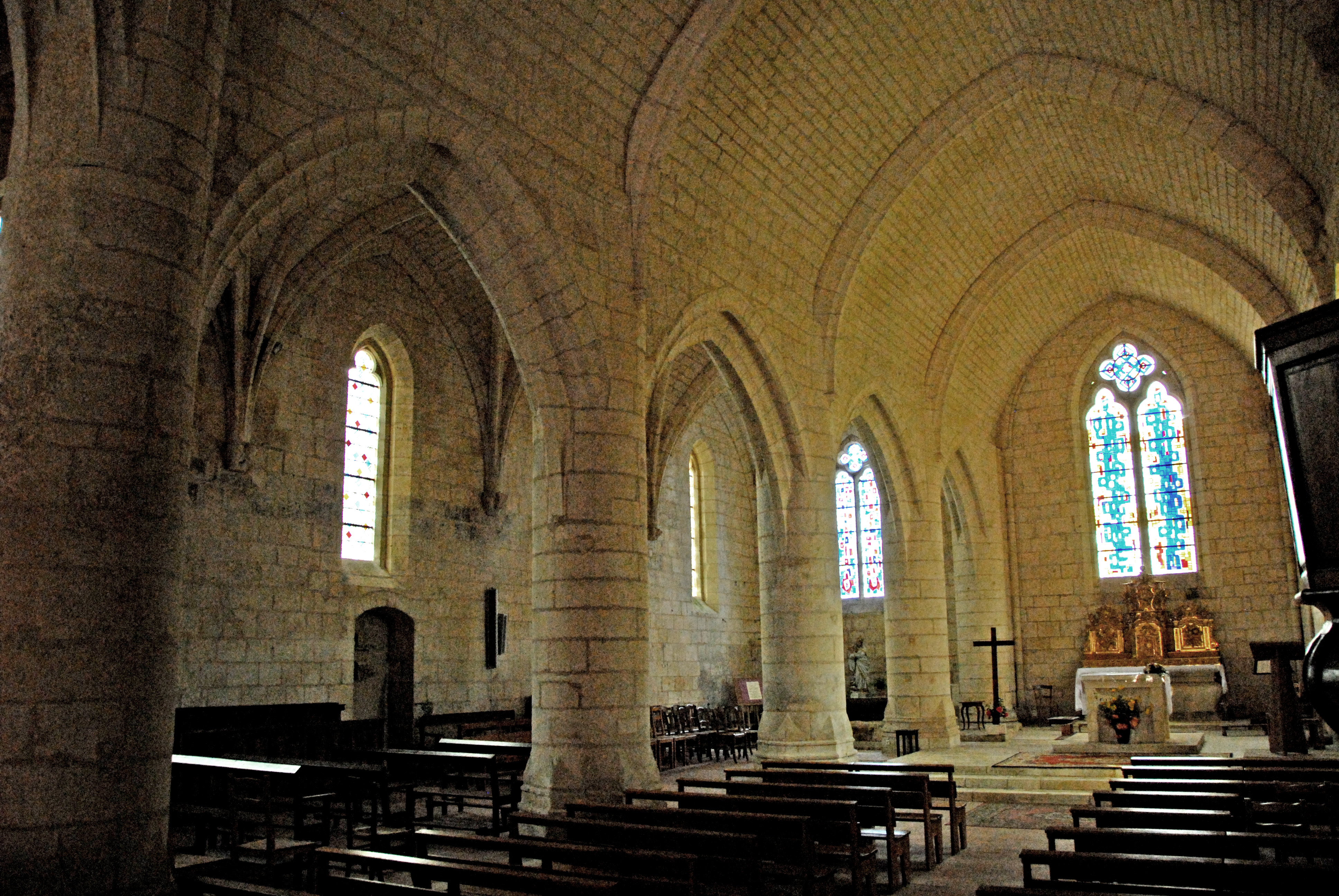
Nef et bas-côté nord.
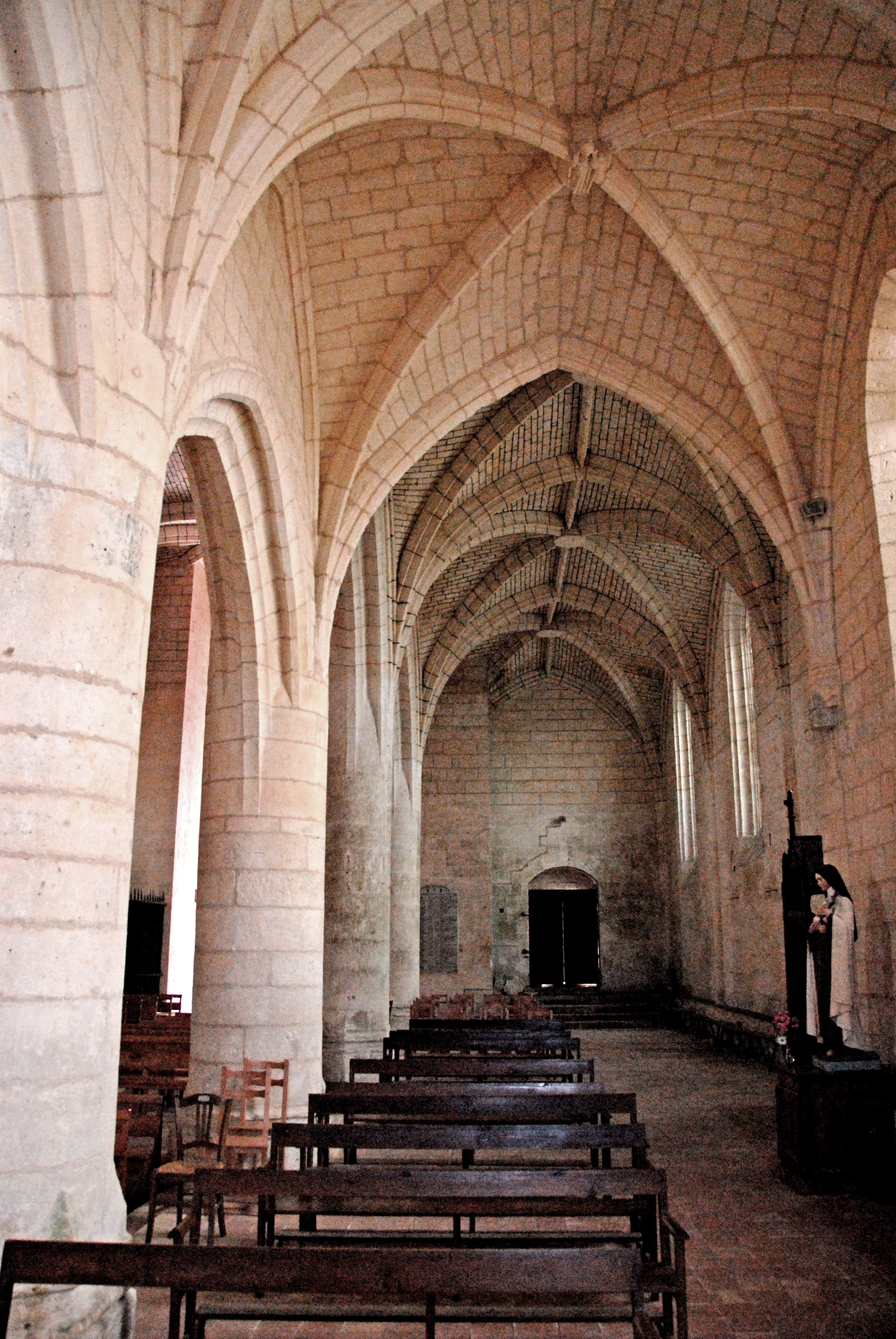
Bas-côté nord.
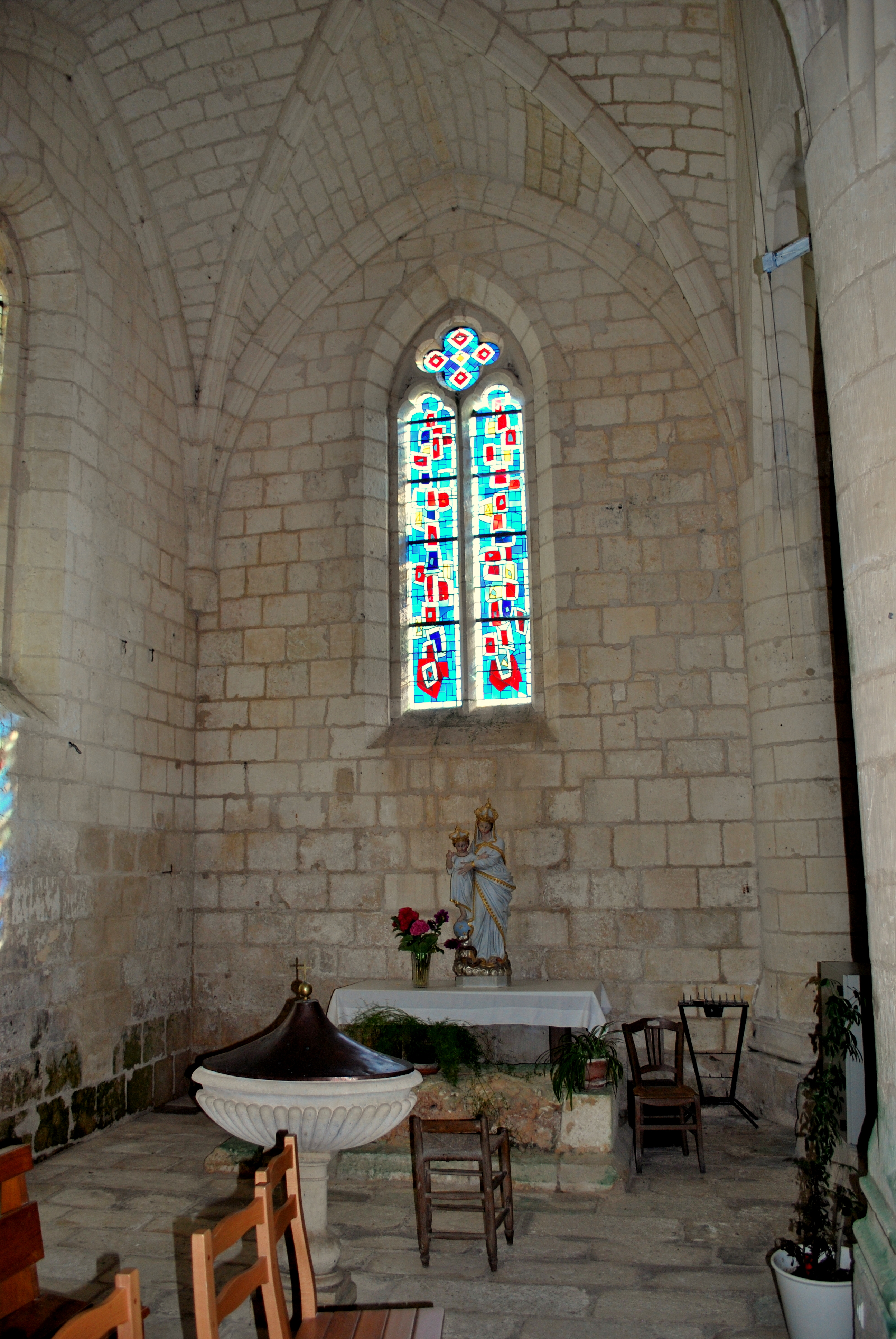
Autel, bas-côté nord.

Malgré ces nombreuses reprises, l'église conserve d'importants éléments de l'époque romane.
- À l'intérieur, le mur sud de la nef est toujours percé de baies en plein cintre qu'encadrent des colonnettes à chapiteaux sculptés ; il présente aussi les vestiges de corniches également sculptées. Un chapiteau portant un énorme dragon au combat a également été conservé à la retombée de la voûte de la nef.
- Quant à la façade occidentale, elle présente la structure habituelle des façades romanes de la région. Constituée de trois arcades sur chacun des deux niveaux, à l'instar d'un arc de triomphe romain, elle se rapproche des églises d'Aulnay, Pont-l'Abbé-d'Arnoult, Fenioux, Chadenac, Civray (Vienne), etc.
- Le décor sculpté roman, particulièrement riche et soigné, avec ornements géométriques et végétaux, animaux et personnages fantastiques se mêlent aux personnages bibliques pour recouvrir arcatures, voussures, colonnes, chapiteaux et corniches.

L'édifice est classé au titre des monuments historiques le 21 janvier 1907.

## La façade
La façade comporte :
- au rez-de-chaussée un portail en plein-cintre encadré de deux fausses portes de même hauteur, avec arcs brisés.
- Une fine corniche, délicatement travaillée sépare le rez-de-chaussée du premier étage.
- premier étage, partie maîtresse de l'édifice, comprend au centre une large baie percée d'une longue fenêtre accompagnée de chaque côté d'une baie aveugle, toutes les trois en plein-cintre.
- Au-dessus, complétant l'ensemble, une corniche ornée de rinceaux et de feuillages s'appuie sur des modillons très ouvragés.
- Au sommet de la composition, une statue sans doute remployée, représente un ange sur un piédestal orné de deux lions.

Les multiples arcs de cet étage sont portés par de très élégantes colonnettes. Des groupes de colonnes séparent les fenêtres , d'autres meublent les extrémités de la façade. Au-dessus, complétant l'ensemble, une corniche ornée de rinceaux et de feuillages s'appuie sur des modillons très ouvragés. Colonnes et colonnettes, chapiteaux et bases sont richement décorés de motifs tous différents et très finement exécutés.

### Rez-de-chaussée
|  |

|  |

|  |

- La porte feinte nord : La voussure, en arc brisé, est décorée de fleurs stylisées. Le chapiteau au nord un entrelacs de rinceaux. Celui du sud est abimé et difficile à interpréter. On voit des personnages. La sculpture centrale, aussi abimée, est supposée de représenter la Visitation de Marie à Élisabeth.
- Le portail central : Il y a une profusion de motifs sculptés, sur et entre les colonnettes, sur les chapiteaux, sur les quatre voussures et sur le rouleau d'archivolte. Longtemps muré, le portail n'a été dégagé qu'en 1880. Très restauré. II ne présente plus guère de sculptures d'origine.

A la première voussure, de chaque côté, des anges dans des médaillons adorent le Christ, au centre.
Dans la deuxième voussure, des abbés croisés ou des clercs reçoivent l’Évangile du Christ, qui est au centre.
La troisième voussure est décorée avec des entrelacs et feuillages stylisés.
A la quatrième voussure, des rinceaux en S sont ornés de têtes à leurs extrémités.
Le rouleau d'archivolte présente de petits personnages les uns au-dessus des autres. Au sommet, deux personnages semblent parler à un troisième.
Les chapiteaux de l’ébrasure nord représentent des griffons ou des lions ailés ; des feuillages ; des oiseaux qui picorent une pigne et des oiseaux dur le dos des lions. Au sud se trouvent des masques humaines et diaboliques au milieu des rinceaux.
- La porte feinte sud : La voussure, en arc brisé, est décorée de fleurs stylisées. La sculpture centrale, qui est abimée, est supposée représenter la Présentation de Jésus au Temple.

### Le cordon de séparation
| - Pesée des âmes. - Les oiseaux affrontés. - Les oiseaux affrontés suite. |

| - Homme, évêque, chevalier. - Evangile, sirène et lion. - Décoration florale. |

Au-dessus du portail, entre les deux niveaux de la façade, une corniche, finement sculptée, sépare le rez-de-chaussée du premier étage. Elle est de composition variée :
- À gauche de la façade, figure une Pesée des âmes par l'archange saint Michel devant un diable, en référence au Jugement Dernier.
- Puis suit, au-dessus la porte-feinte nord, une série d'une douzaine de couples d'oiseaux affrontés (ou de griffons, car certains de ces créatures semblent posséder des queues de serpent)
- Au-dessus de la porte centrale on trouve six figures sculptées. Les pierres sont placées horizontalement. Il est probable que certaines sculptures étaient destinées à être placée verticalement. La première sculpture est la buste d'un homme, les paumes placés au niveau de sa poitrine. Puis, un évêque avec sa crosse. La troisième semble porter un bouclier sur son épaule, peut-être un chevalier ? À droite, un homme qui porte un objet (livre ?) dans sa main gauche. Il est peut-être l'un des Évangélistes. La cinquième sculpture est celle d'un sirène-poisson. Elle montre la paume de sa main droite et tient un poisson dans sa main gauche. La dernière sculpture est celle d'un lion rampant avec queue fleurdelisée.
- Au dessus la porte-feint sud, la corniche est décorée avec des rinceaux et feuillage simples.

### Le premier étage
La première étage est la partie maîtresse de l'édifice. Au centre de la façade, une large baie en plein cintre et à tympan sculpté, percée d'une longue fenêtre accompagnée de chaque côté d'une baie aveugle en plein cintre. Les arcades latérales sont encadrées par des colonnes finement sculptées.
- Baie aveugle nord : Au niveau supérieur, à gauche, la voussure présente quatre saints. De gauche à droite : une abbesse (probablement l'abbesse de l'abbaye des Dames, saint Nazaire et son compagnon saint Celse, et sainte Catherine d'Alexandrie.

| - Baie aveugle nord. - Baie centrale. - Baie aveugle sud. |

- Baie centrale : Sur l'arc qui orne la grande arcade de la baie centrale, qui coupe la corniche et s'élève largement au-dessus, figure la allégorie des Vierges Sages et des Vierges Folles, issue de l'évangile selon Matthieu. Elle met en image l'appel de Jésus-Christ à suivre les principes de la miséricorde, et de la charité pour atteindre le royaume divin, plutôt que l'enfer. À gauche, les Vierges sages portent leur lampe contre leur poitrine. À droite, les Vierges folles se désolent en se tenant la tête, leur lampe renversée dans la main. Au centre, le Christ ouvre la porte du Ciel aux Vierges sages et la ferme aux Vierges folles. Cette parabole a inspiré le plus ancien (daté du XIe siècle) drame liturgique en langue poitevine et en latin[4] .

- Baie aveugle sud : La voussure présente le combat des Vertus et des Vices (Si vis pacem, para bellum...!). Les Vertus guerrières ont revêtu l'armure et invitent les fidèles à suivre le chemin des justes représentés sur l'arcade nord. Ce thème célèbre, était fréquemment reproduit sur les façades de Saintonge : église Saint-Pierre d'Aulnay, église Notre-Dame-de-l'Assomption de Fenioux, église Saint-Germain de Varaize, Pérignac, etc.

### La corniche

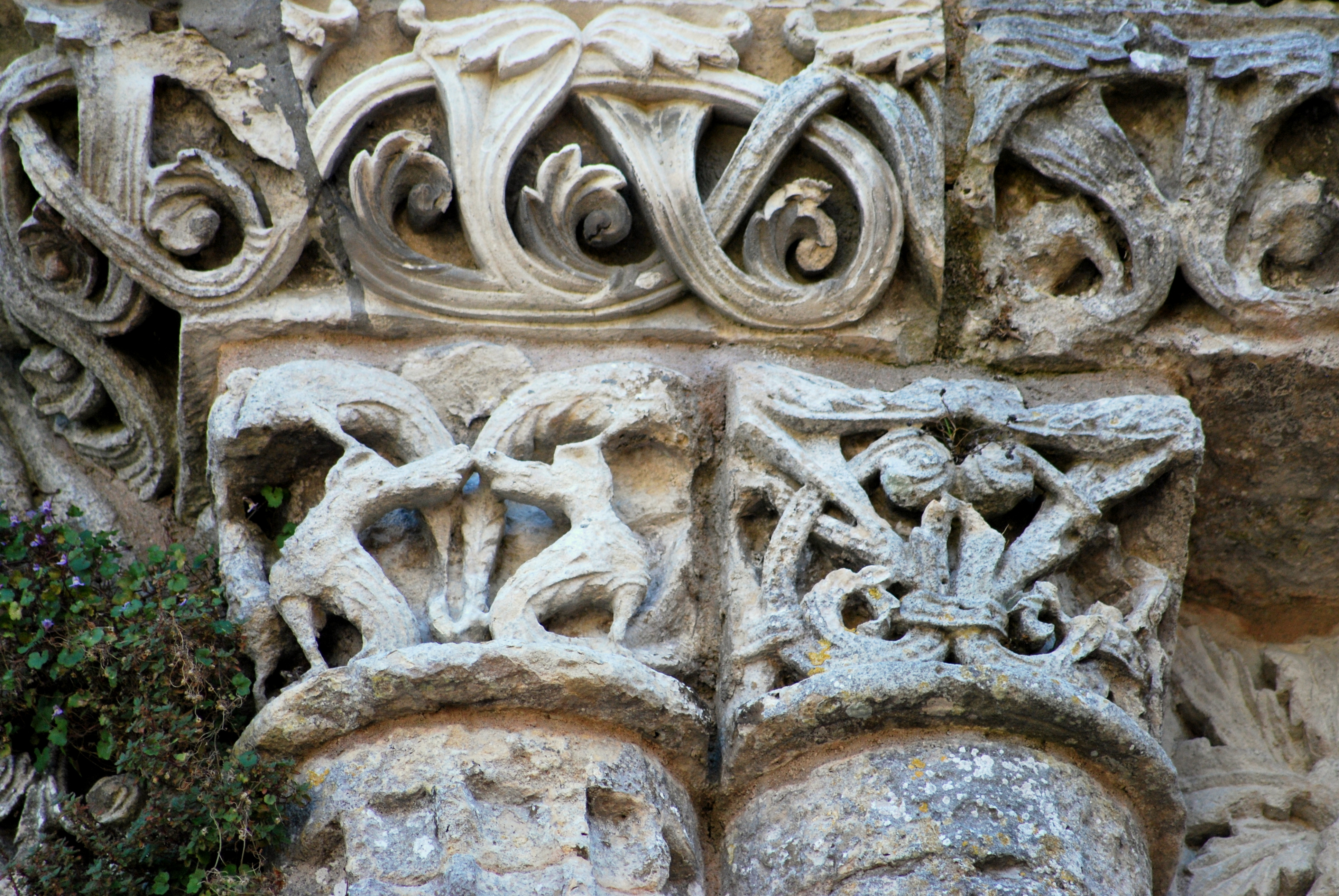
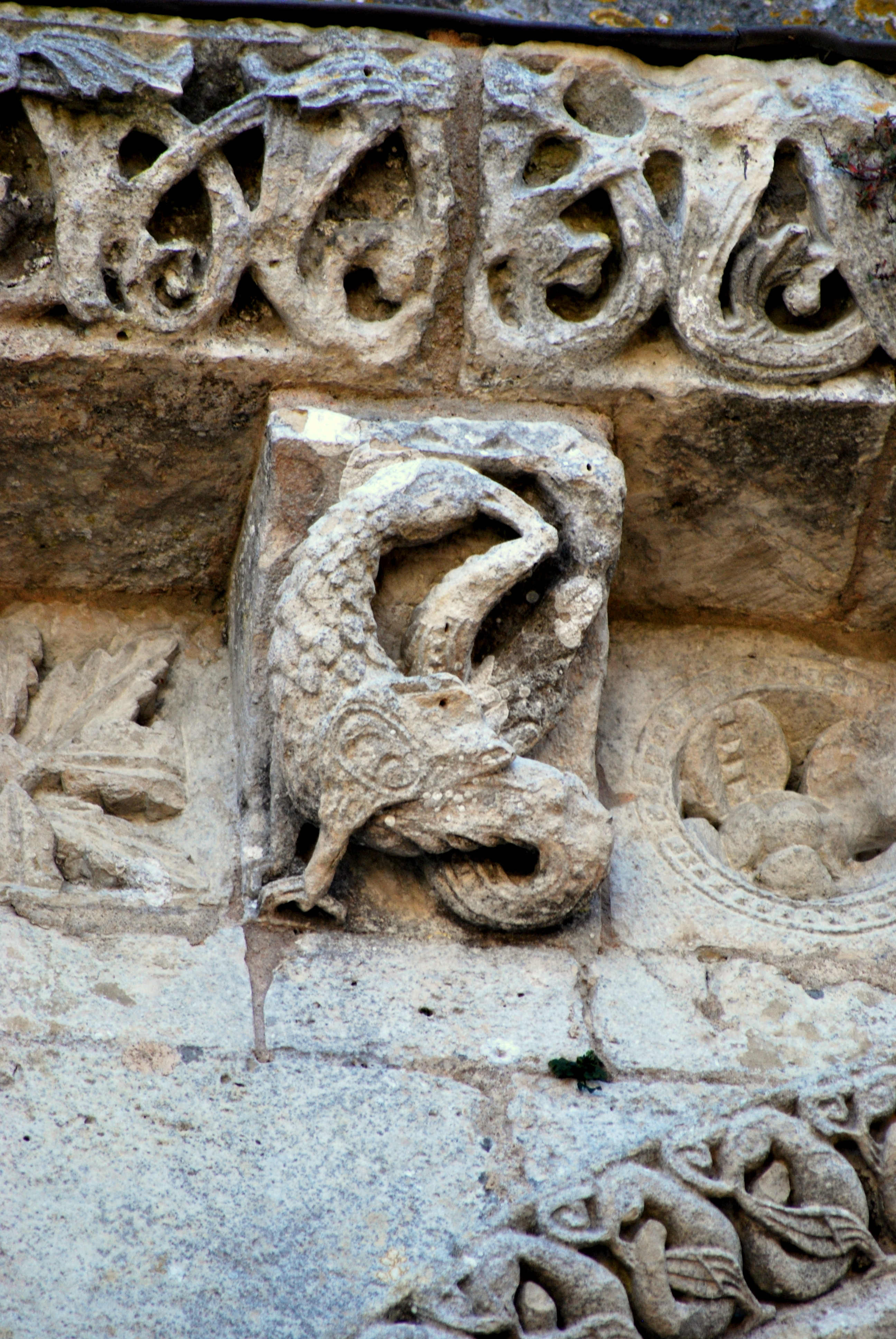
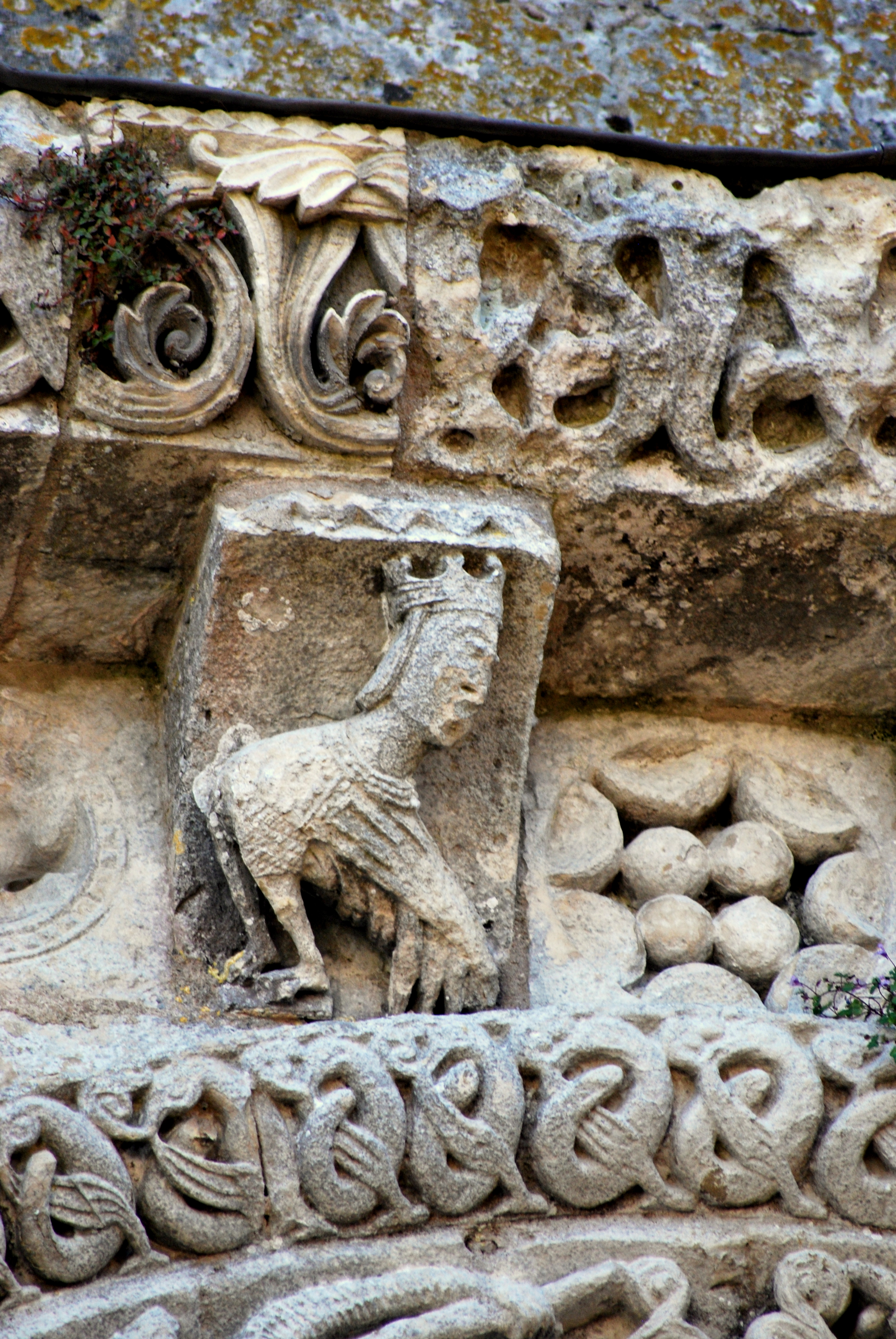
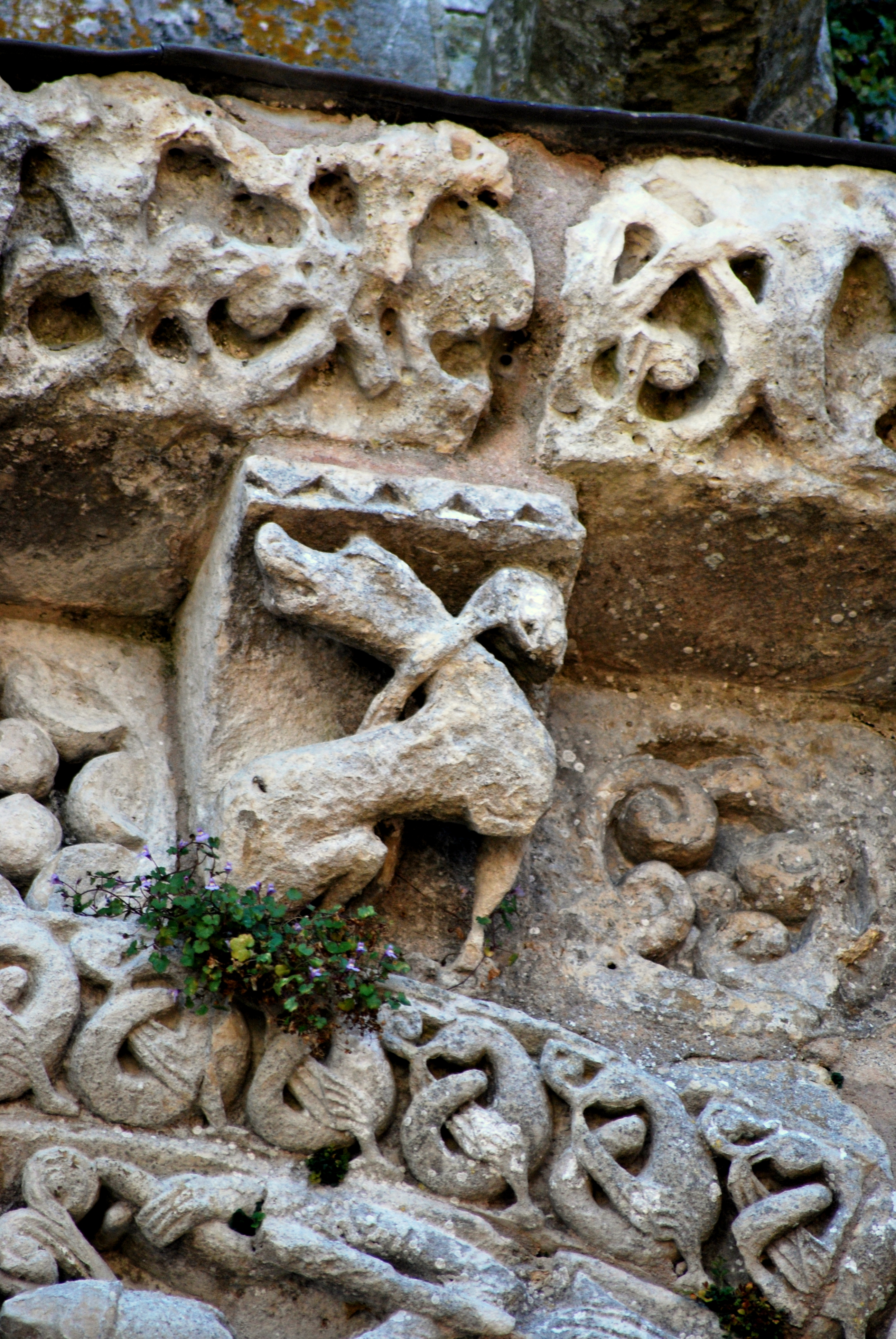
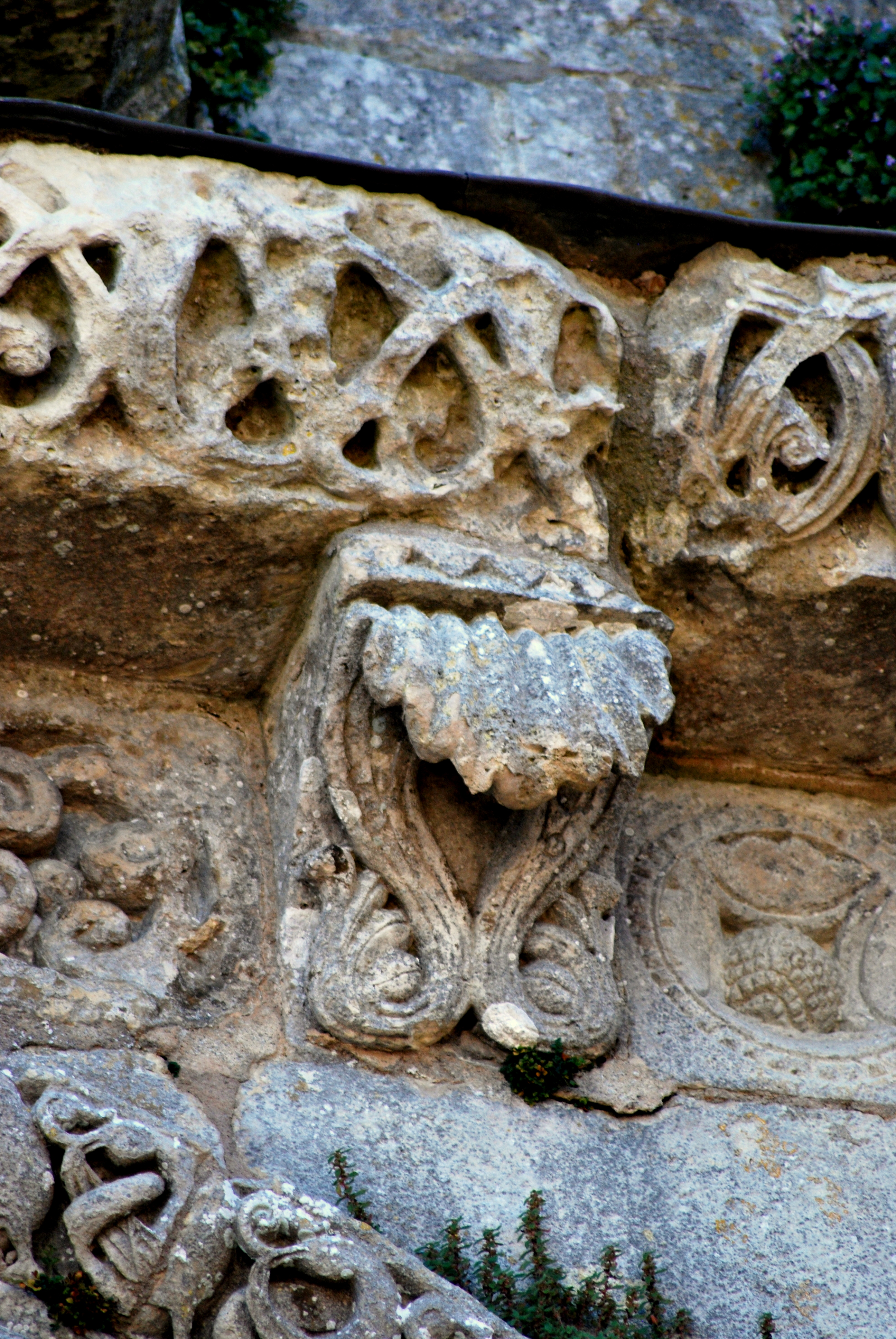
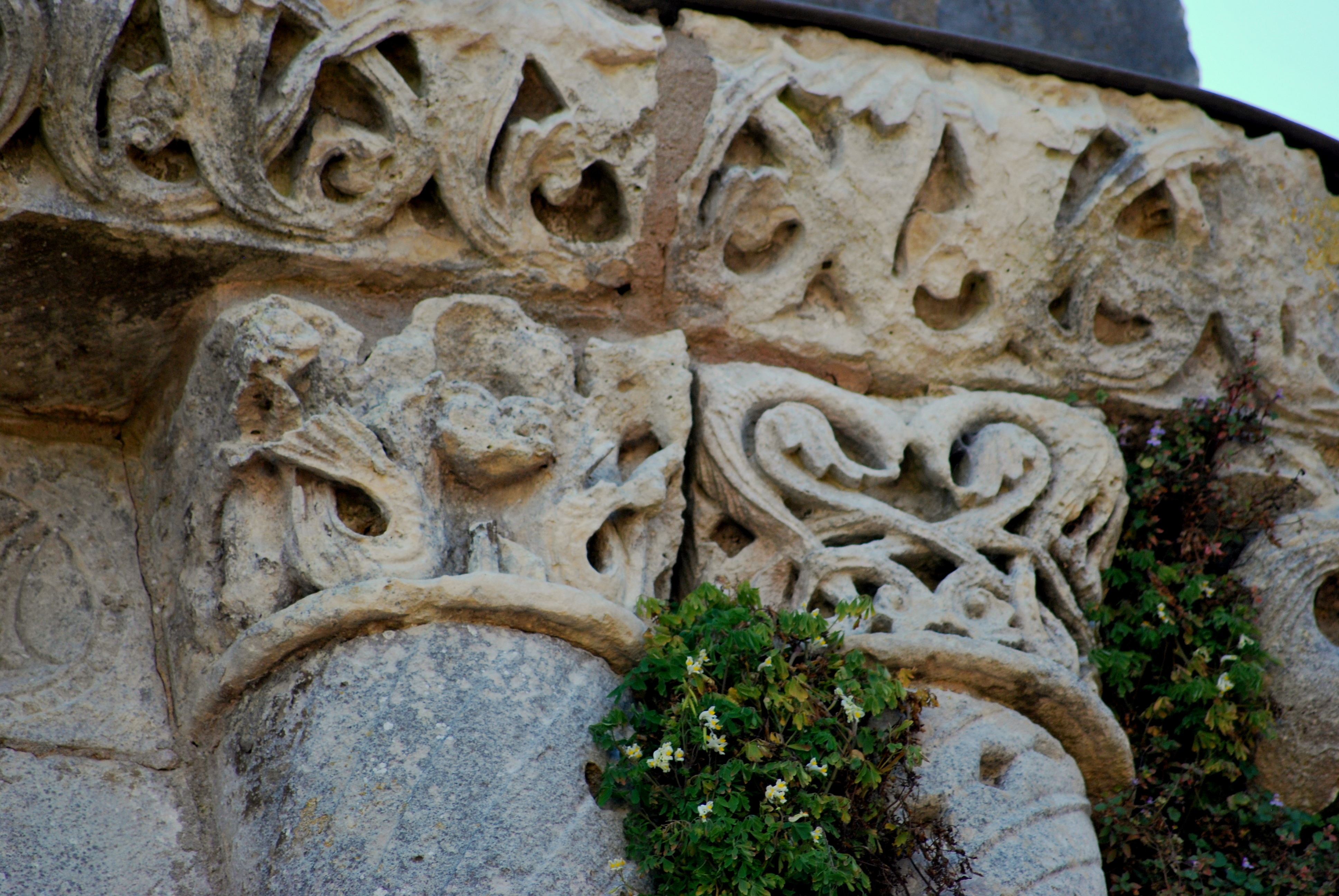

Au-dessus, complétant l'ensemble, une corniche ornée de rinceaux et de feuillages s'appuie sur des modillons très ouvragés. Colonnes et colonnettes, chapiteaux et bases sont richement décorés de motifs tous différents et très finement exécutés

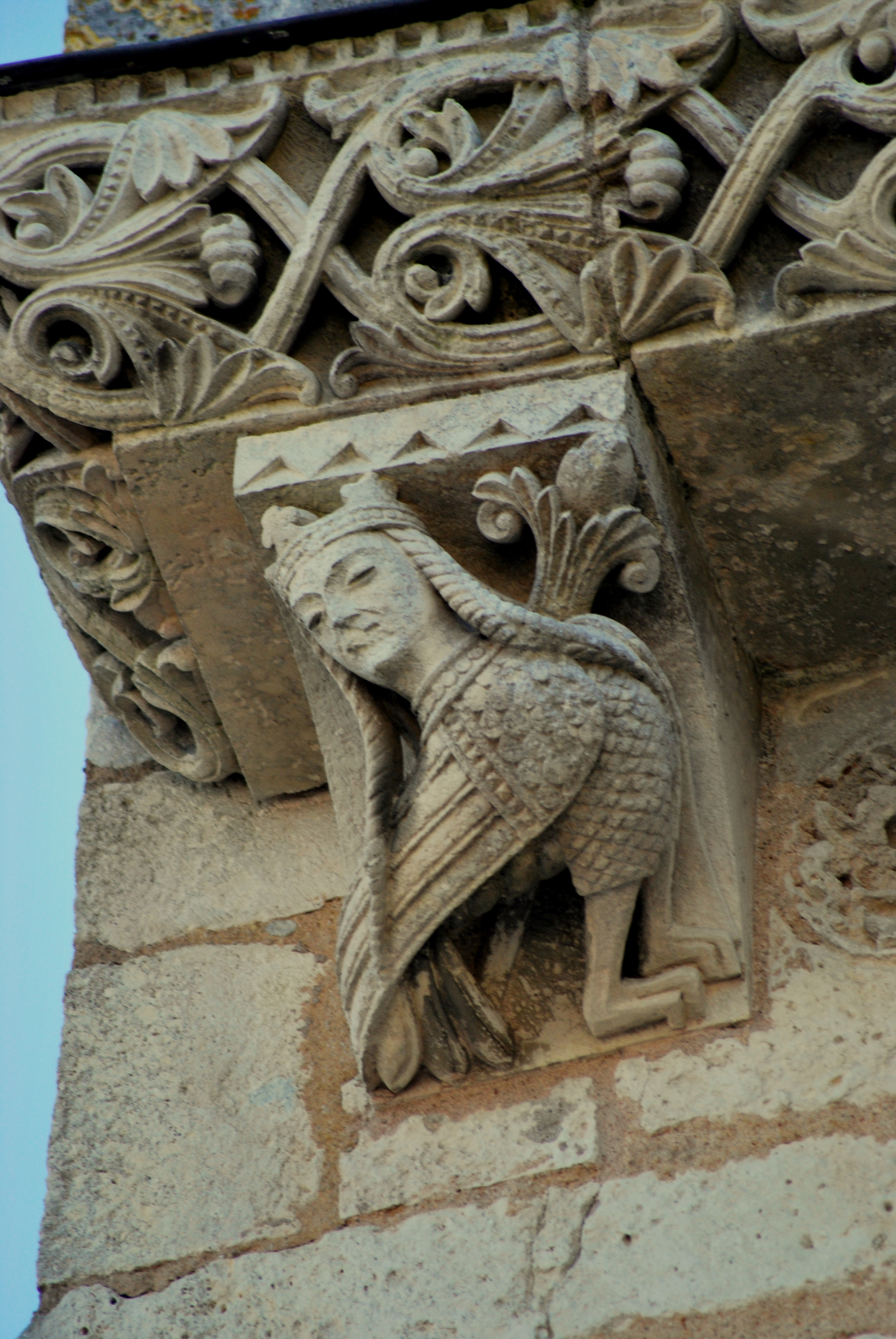
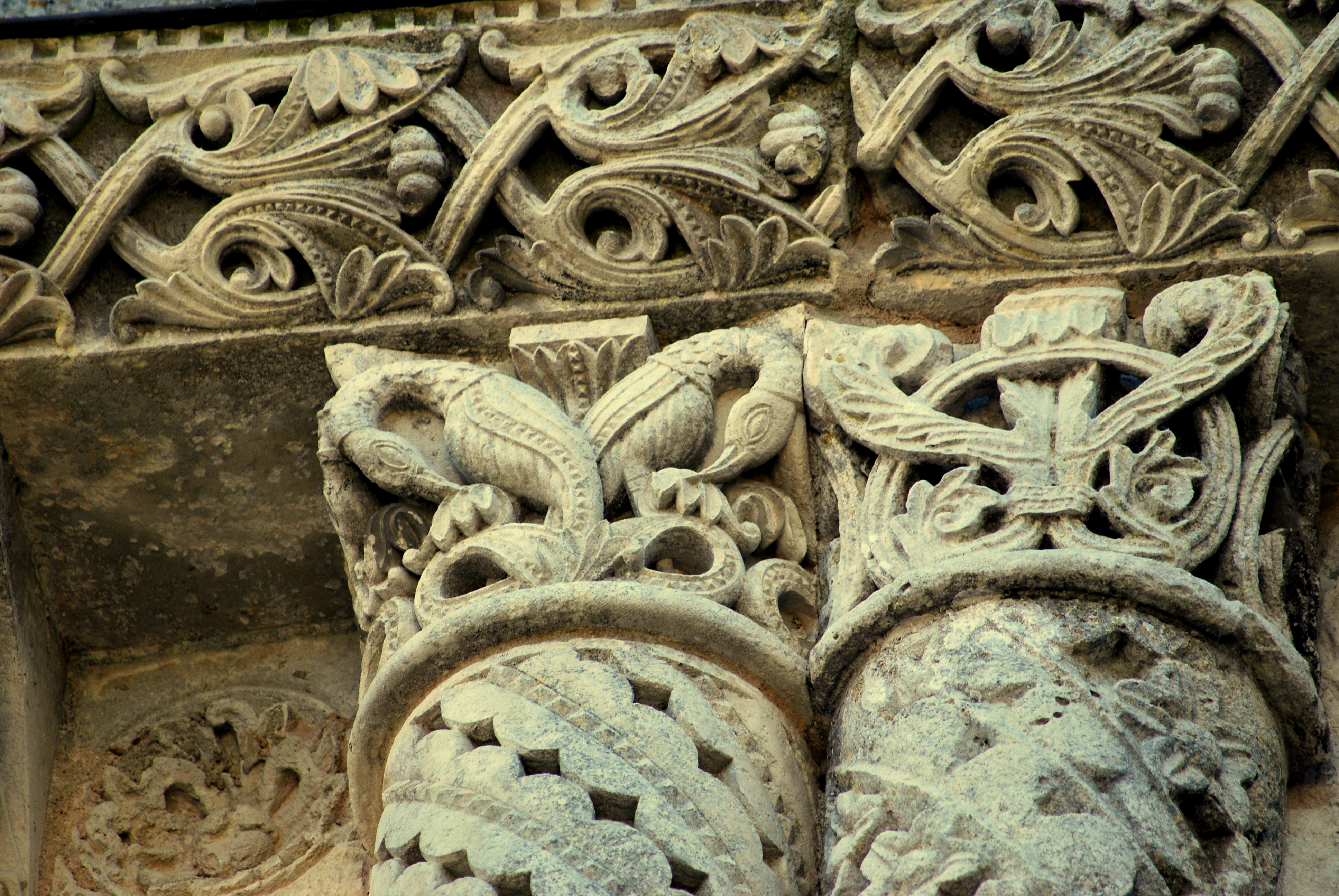
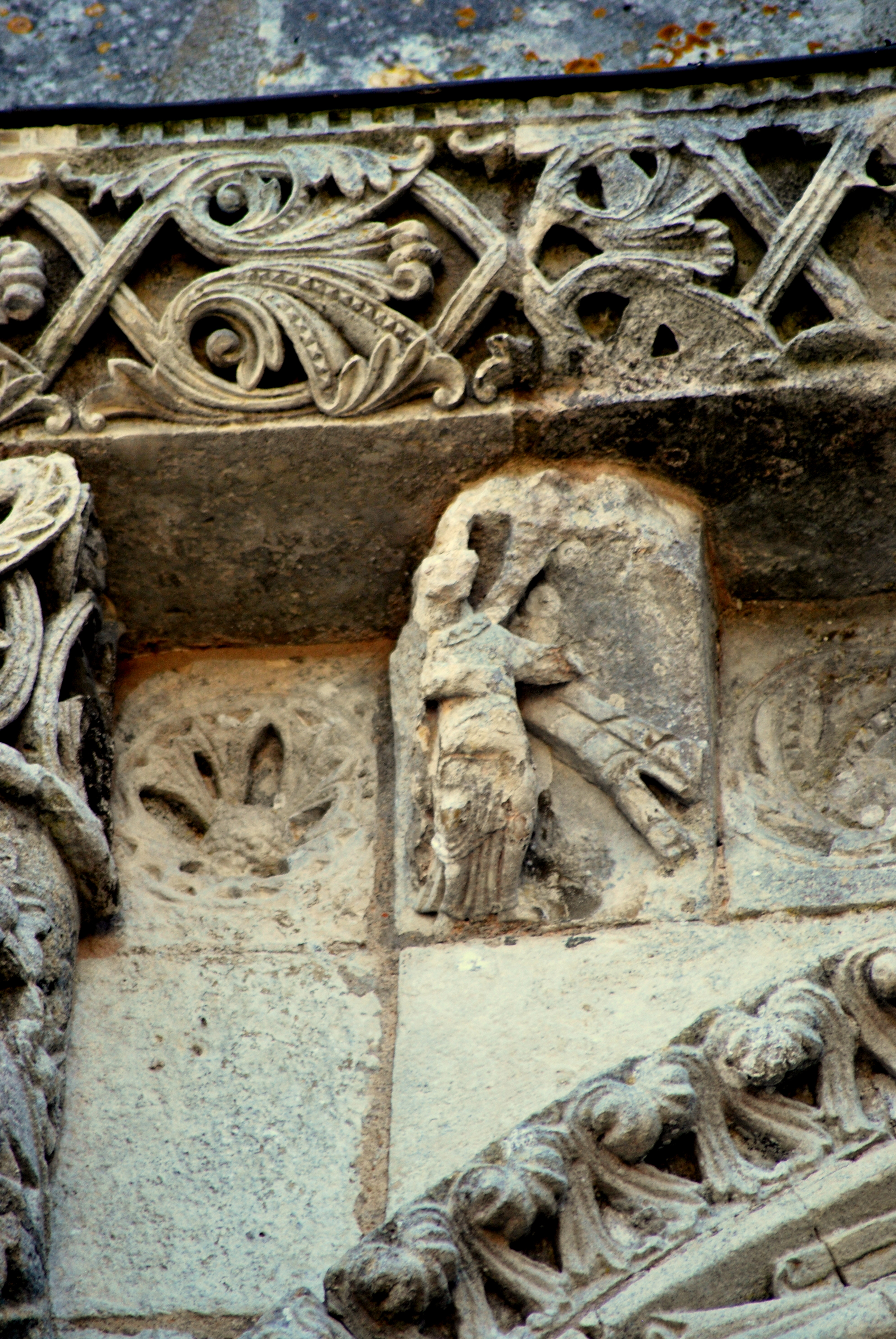
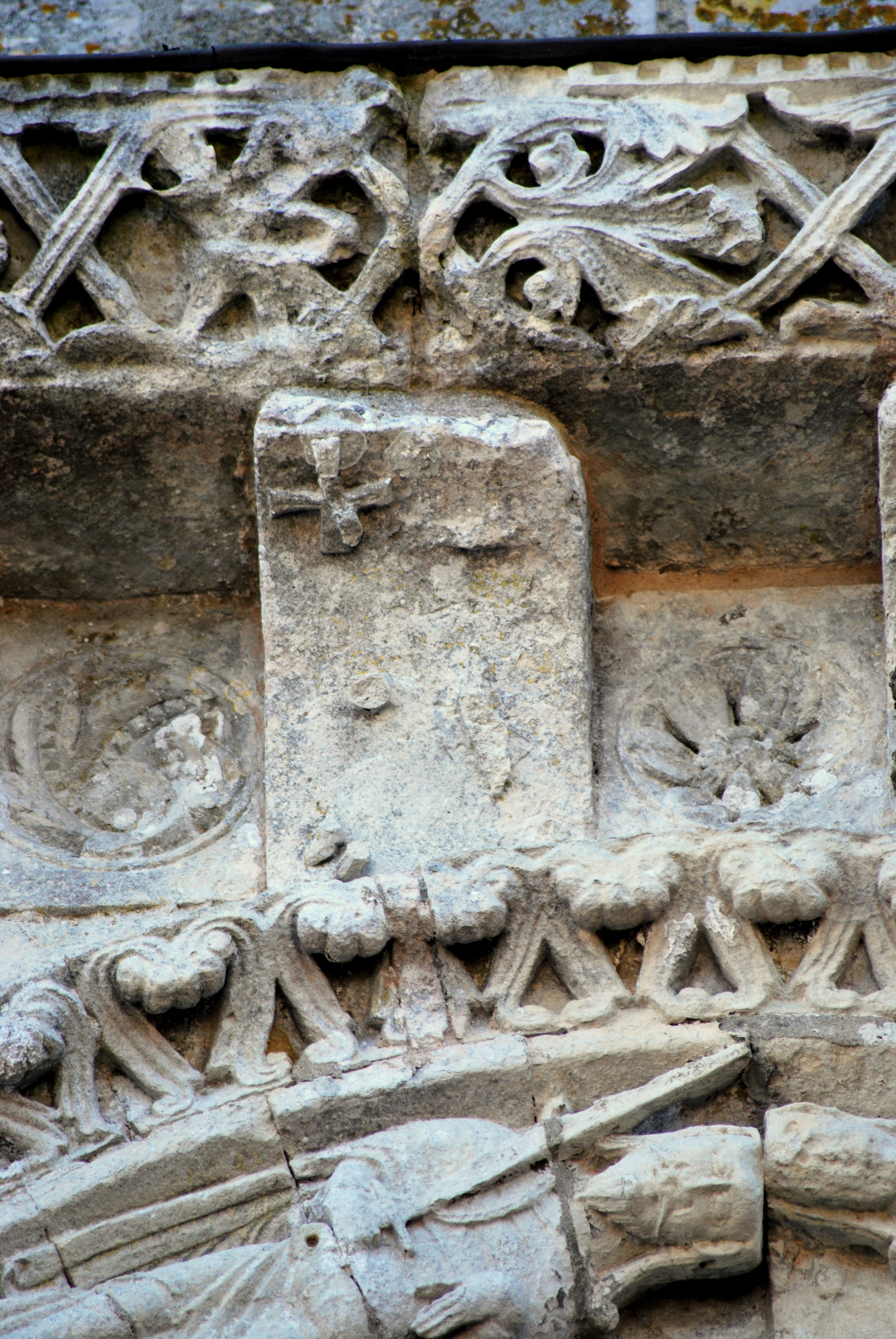
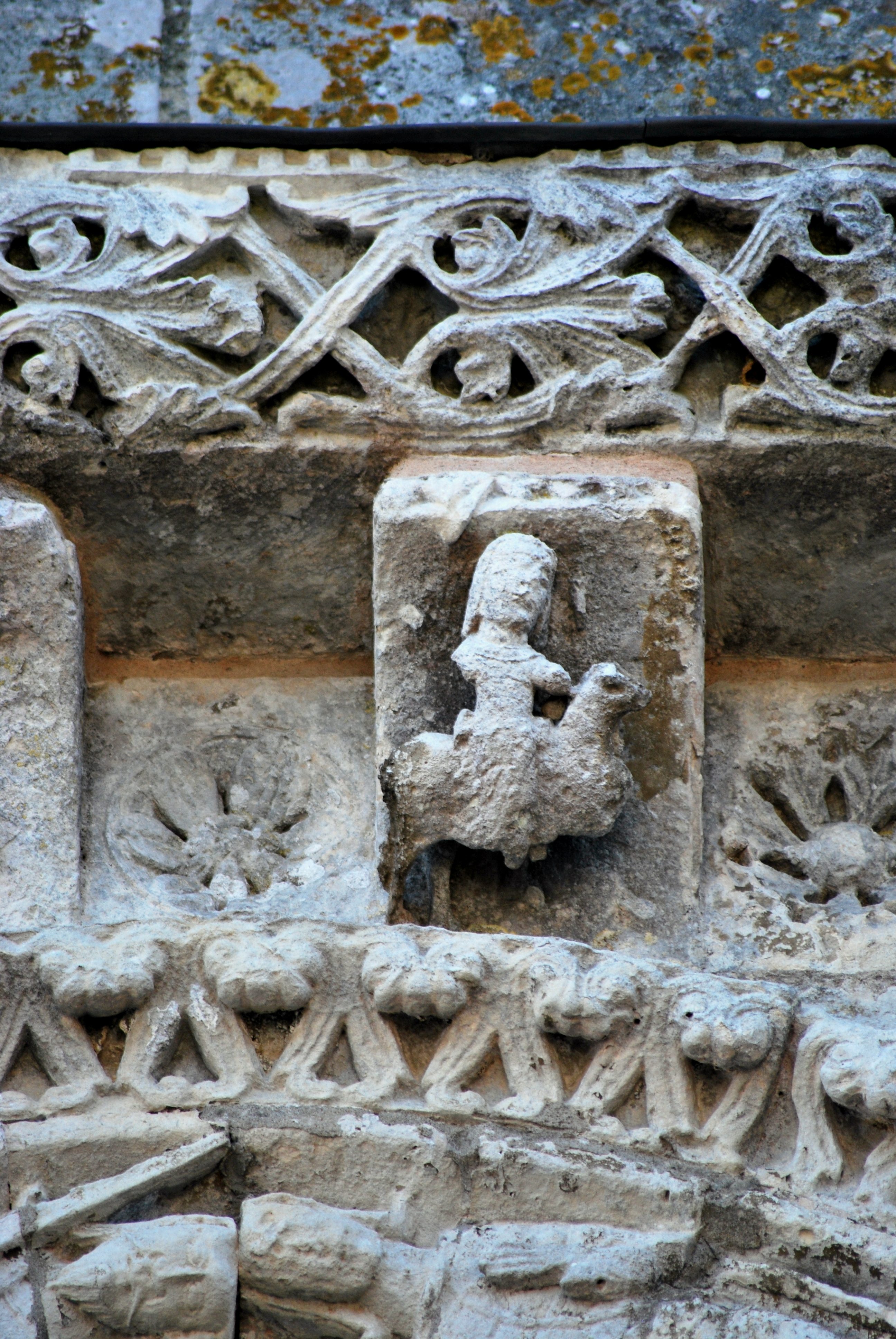
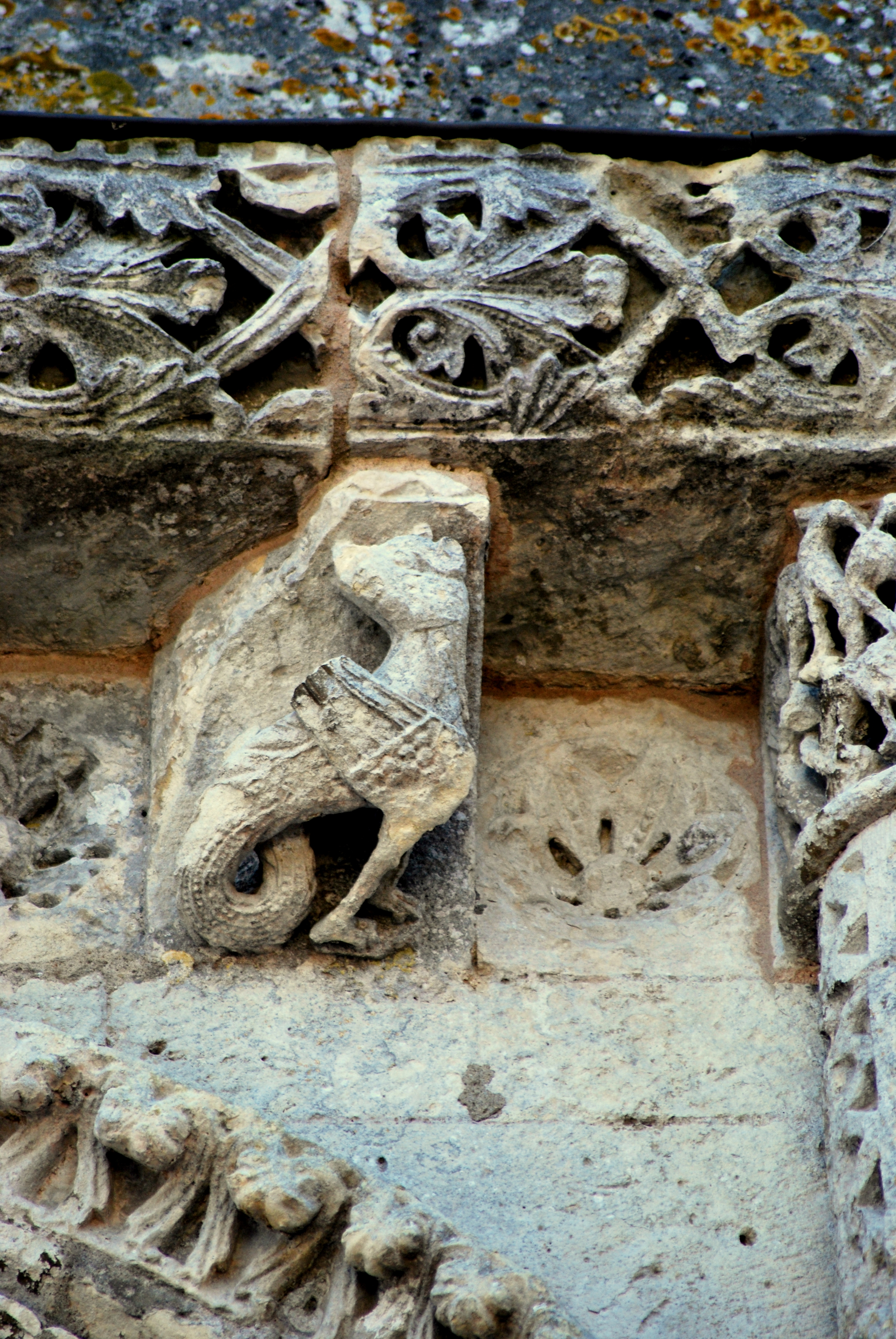
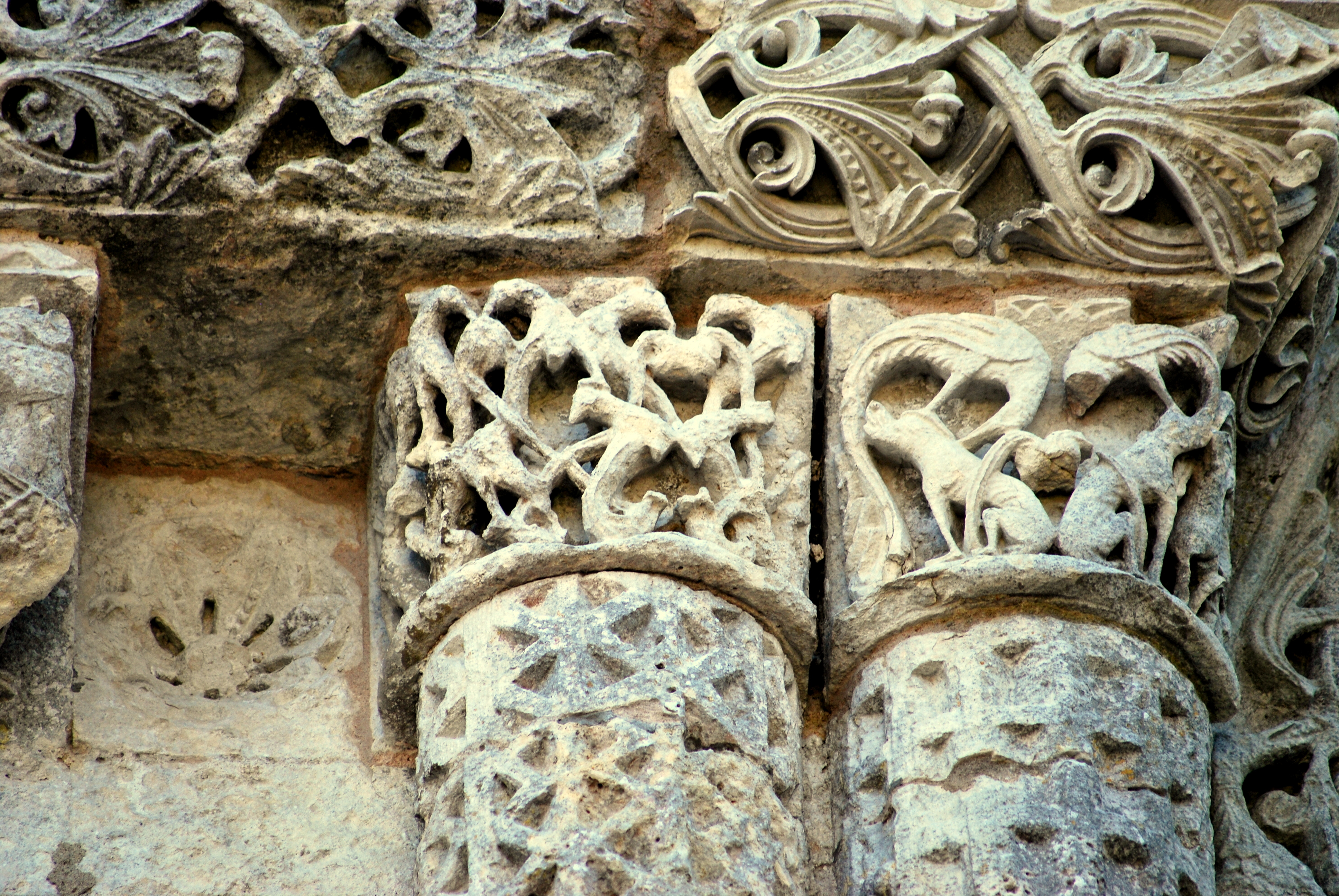

### Le pignon

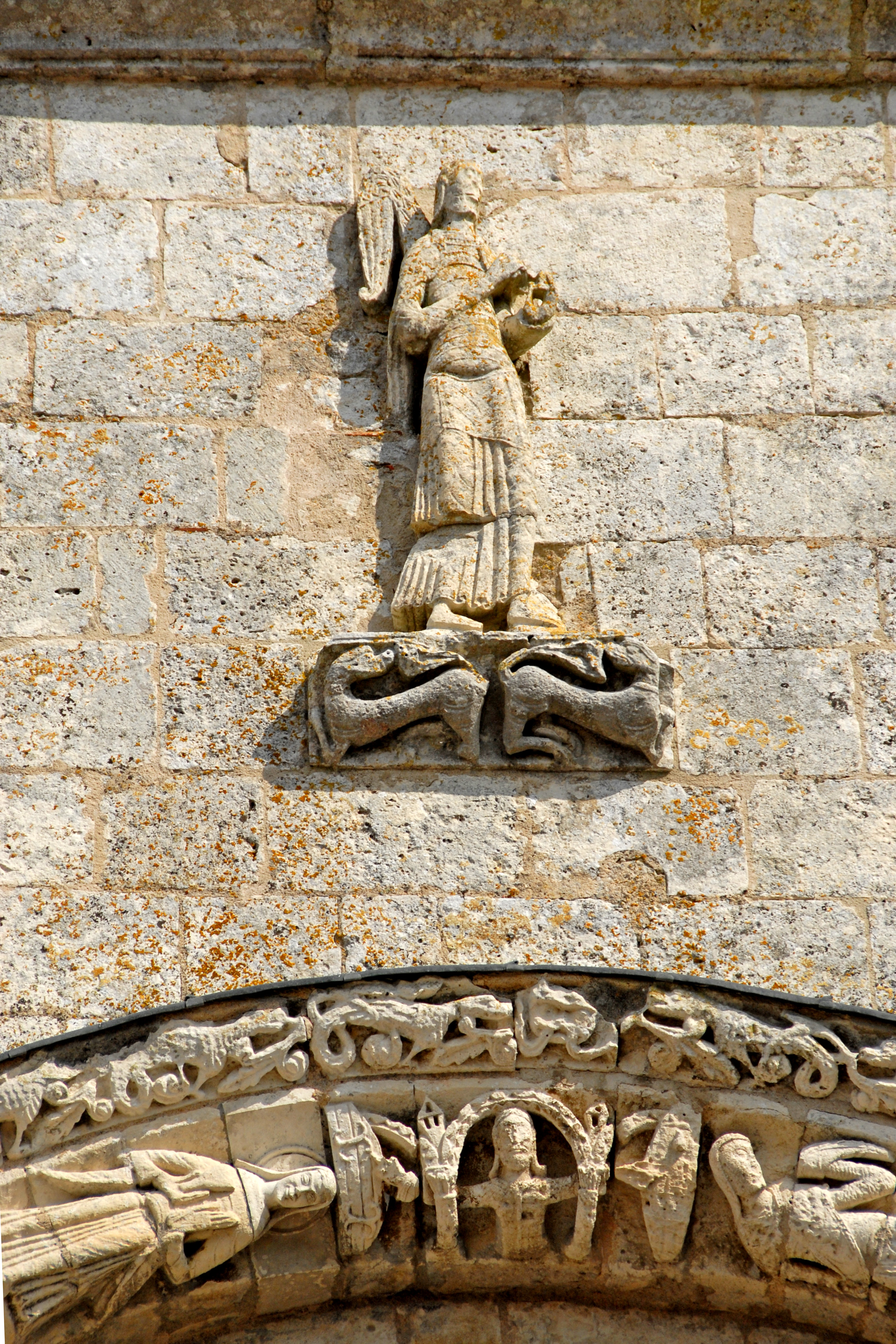
L'ange et les lions.

Le mur qui surmonte le premier étage a été construit vers la fin du XVe siècle pour servir de base au clocher; au milieu se détache une statue fort, remploi probable provenant des parties abattues. Le personnage debout sur une console paraît être un ange. Il est vêtu d'une ample tunique et tient sous son bras gauche un volumineux objet. Sur le console se trouvent deux lions adossés, la tête détournée vers l'arrière et la queue fleurdelisée.

### Le clocher
Le clocher n'a probablement jamais été plus élevé qu'il ne l'est aujourd'hui. Manque de fonds sans doute. (L'Abbaye-aux-Dames, avait à cette époque de nombreux chantiers en cours : Saint-Just, Marennes, etc.), ou bien le soubassement paru trop faible pour pouvoir supporter une masse plus importante. Il est actuellement coiffé d'une toiture Louis XIII en ardoise.

## L'intérieur
L'iconographie romane est limitée à : le chapiteau d'un pilier d'un arc de voûte ; les tailloirs de des piliers d'un autre arc de voûte et à trois baies dans le mur sud de la nef. Ces baies, en plein-cintre à colonnettes d'angles percent le mur, qui fait près de 3 mètres d'épaisseur. Dans le chœur se trouve une quatrième baie, du même style que les autres, qui est plus tardive.

### Les piliers et baies du nef sud

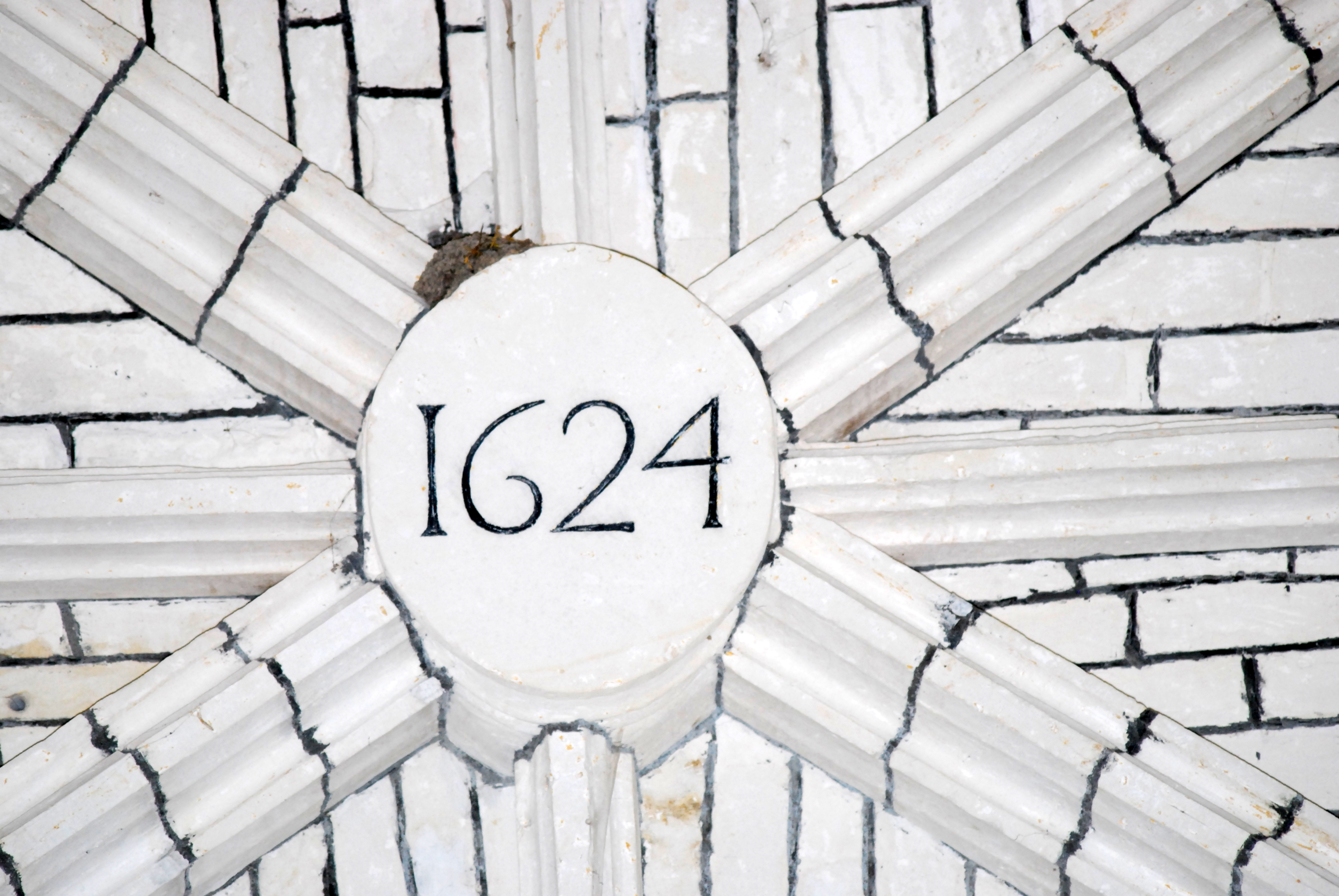
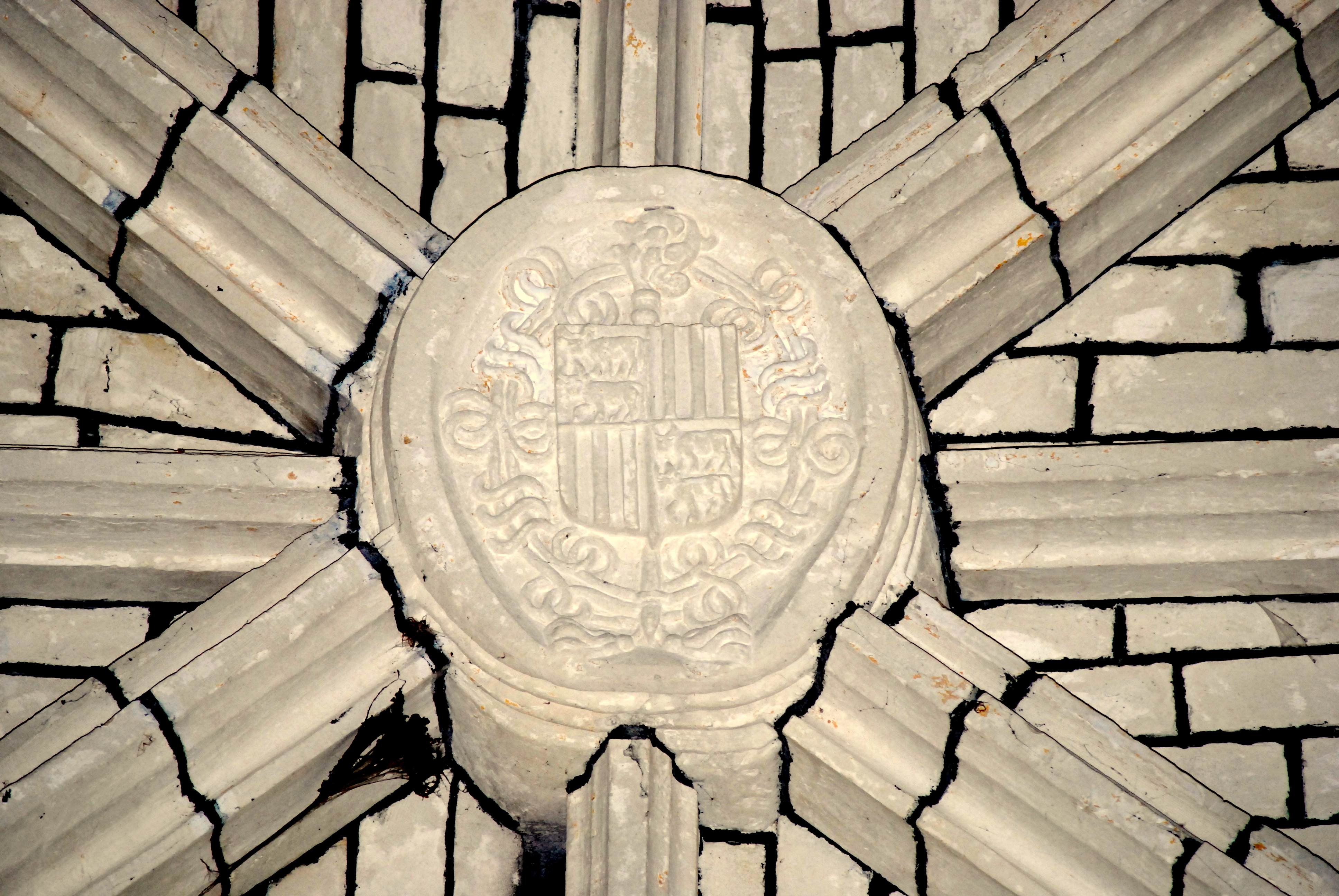
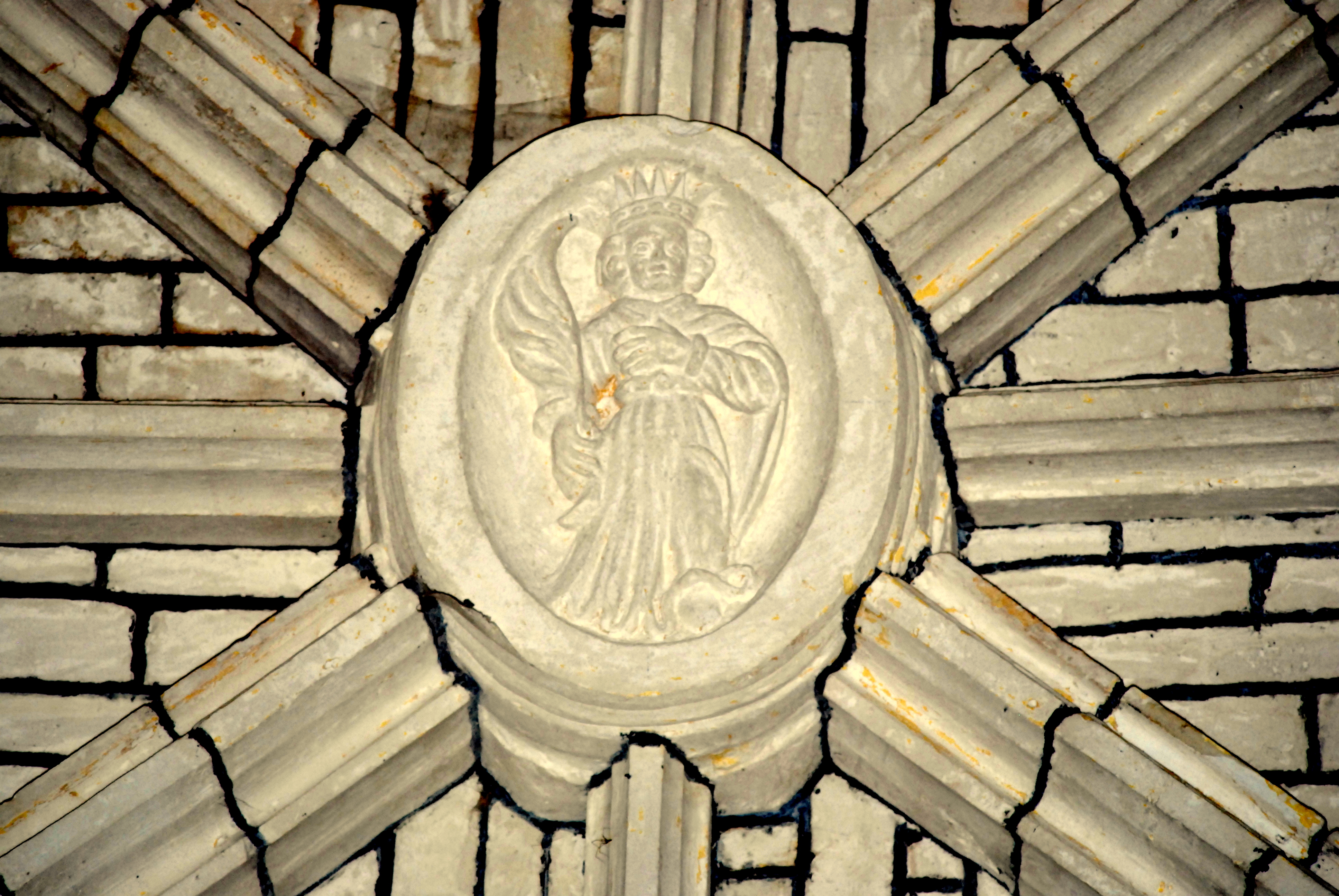

Le pilier 1
|  |

Les premiers arcs de la voûte retombent à droite sur un gros chapiteau roman décoré d'un énorme dragon ailé combattant un quadrupède.
Le dragon occupe la face principale du chapiteau. Son adversaire, sur la petite face occidentale, est un quadrupède d'espèce indéterminée, dressé sur les pattes arrière, gueule contre gueule. Sur la petite face orientale on voit une deuxième créature, peut-être un dragon non ailé, qui est dressé sur les pattes arrière, les griffes posées sur la queue du dragon.
La frise simple qui court sur le mur sud passe aussi par le tailloir du chapiteau.
Les piliers 2 et 3
|  |

|  |

Sur le pilier 2 se trouve un lion couché qui crache un rinceau. Le rinceau part sur la deuxième face du pilier pour former un entrelacs simple puis retourne vers le lion, passe par son cou et puis sous son corps pour devenir sa queue.
Le pilier 3 est décoré avec un rinceau simple.
Les trois baies romanes
Baie 1
Le chapiteau oriental est bifacial. Sur chaque face se trouve un dragon ailé, les griffes posées sur l'astragale. Les bêtes se sont affrontées sur l'angle de la corbeille et elles sont surveillées par la masque d'un démon aux oreilles pointues.
Le chapiteau occidental est décoré avec un lion à queue redressée.
Baie 2
Le chapiteau oriental porte un dragon aile à gueule de loup.
Malheureusement le chapiteau oriental est endommagé à l'angle de la corbeille, qui rend l’interprétation difficile.
Baire 3
Sur le chapiteau oriental, deux créatures fantastiques se sont affrontées sur l'angle de la corbeille et sur le chapiteau occidental la décoration est un entrelacs simple.
|  |

Baie du chœur
Les sculptures de cette baie semblent être plus tardives que celles des trois baies précédentes.
Sur le chapiteau oriental se trouve un dragon ailé à tête d'oiseau ou un griffon. Il picore une de ces ailes.
Le chapiteau occidental porte une décoration végétale.

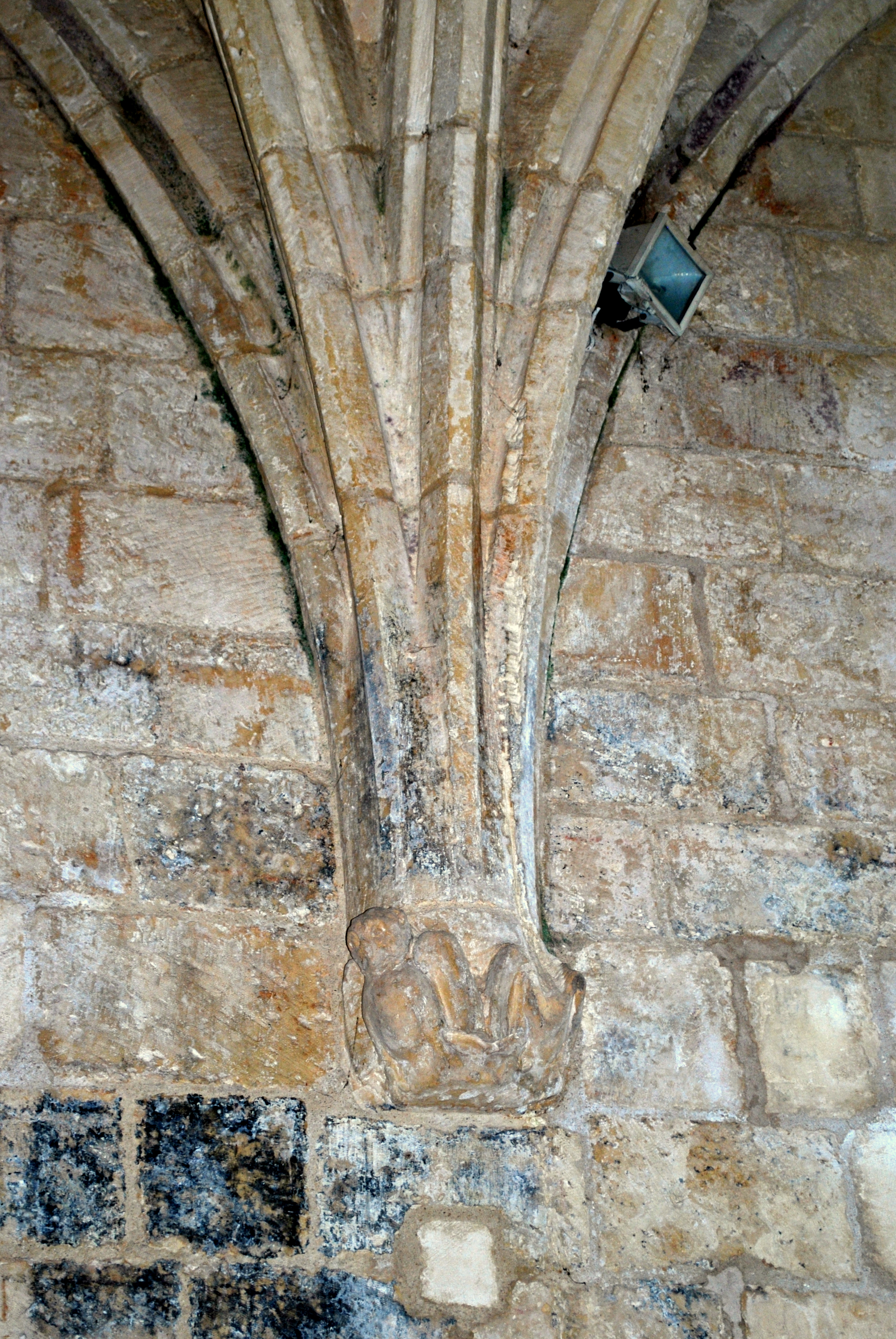
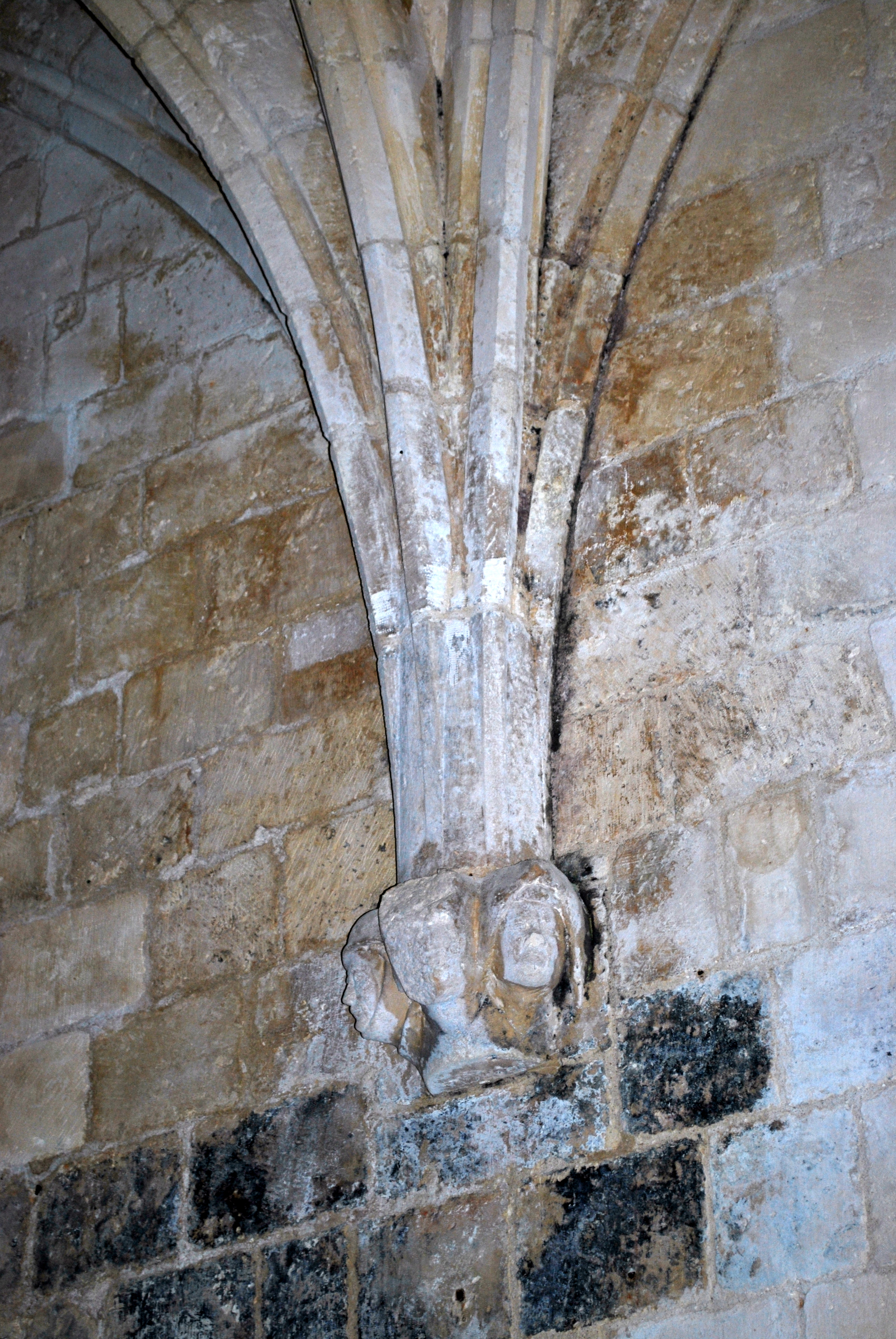
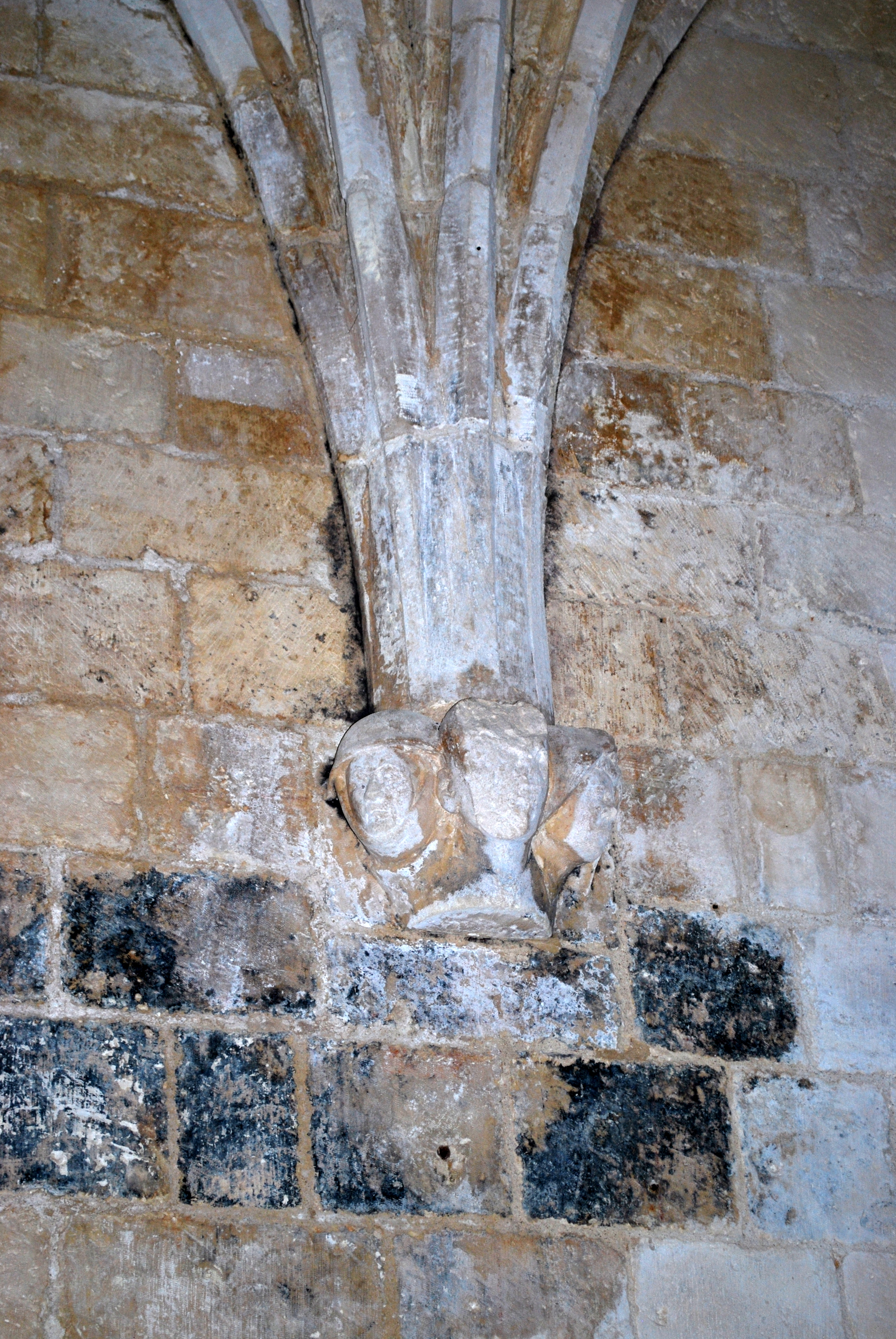
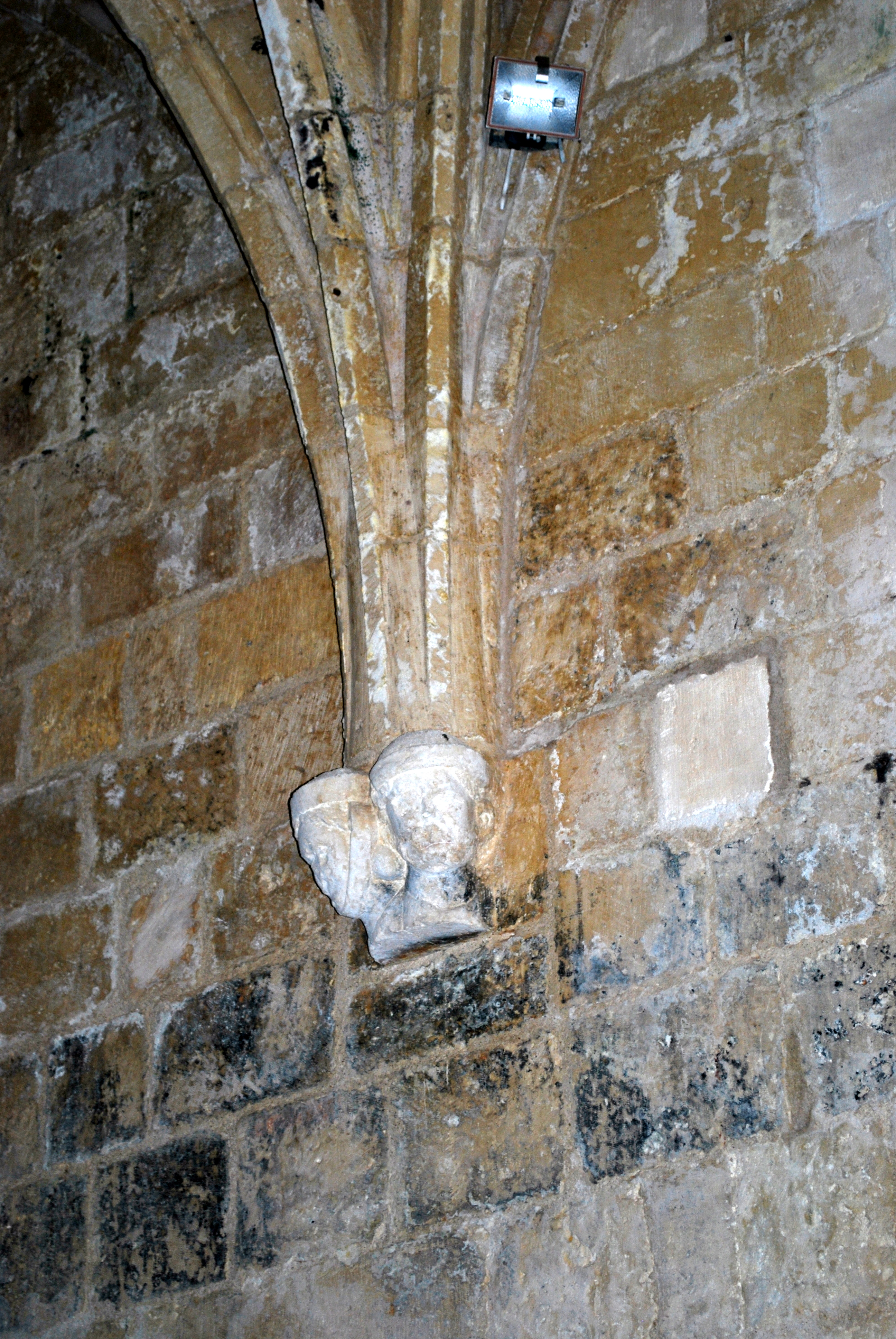
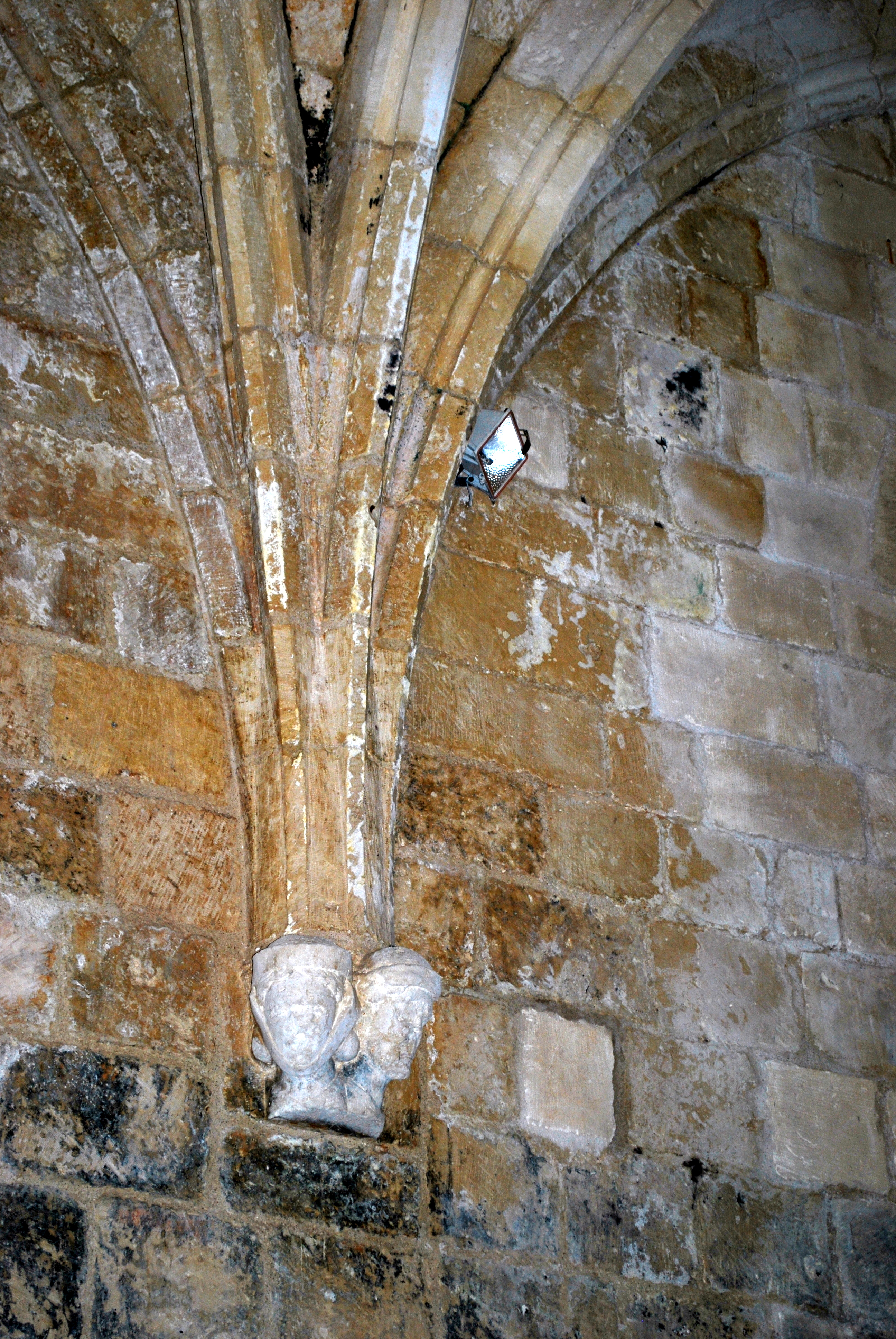

Culs-de-lampe
Clefs de voûte

### Mobilier
La Sainte Famille : Le tableau, daté 1636, est signé Lartigue. (Arnaud de Lartigue, un Saintongeais, « maître peintre de la reine » et qui travailla pour le duc d'Épernon). Devant la Sainte Famille on voit une religieuses qui prie. Il s'agit de l’abbesse de Saintes, Madame de Foix, parent du duc d'Épernon. Son nom figure en bas du tableau, accompagné de ses armes et la mention « âgée de 53 ans ».
Le bénitier : Un chapiteau en marbre ou calcaire très fin a été renversé et sert maintenant comme bénitier. Les sculptures de feuilles d'acanthe ou de chardons sont presque effacées. L'origine du chapiteau est inconnue.

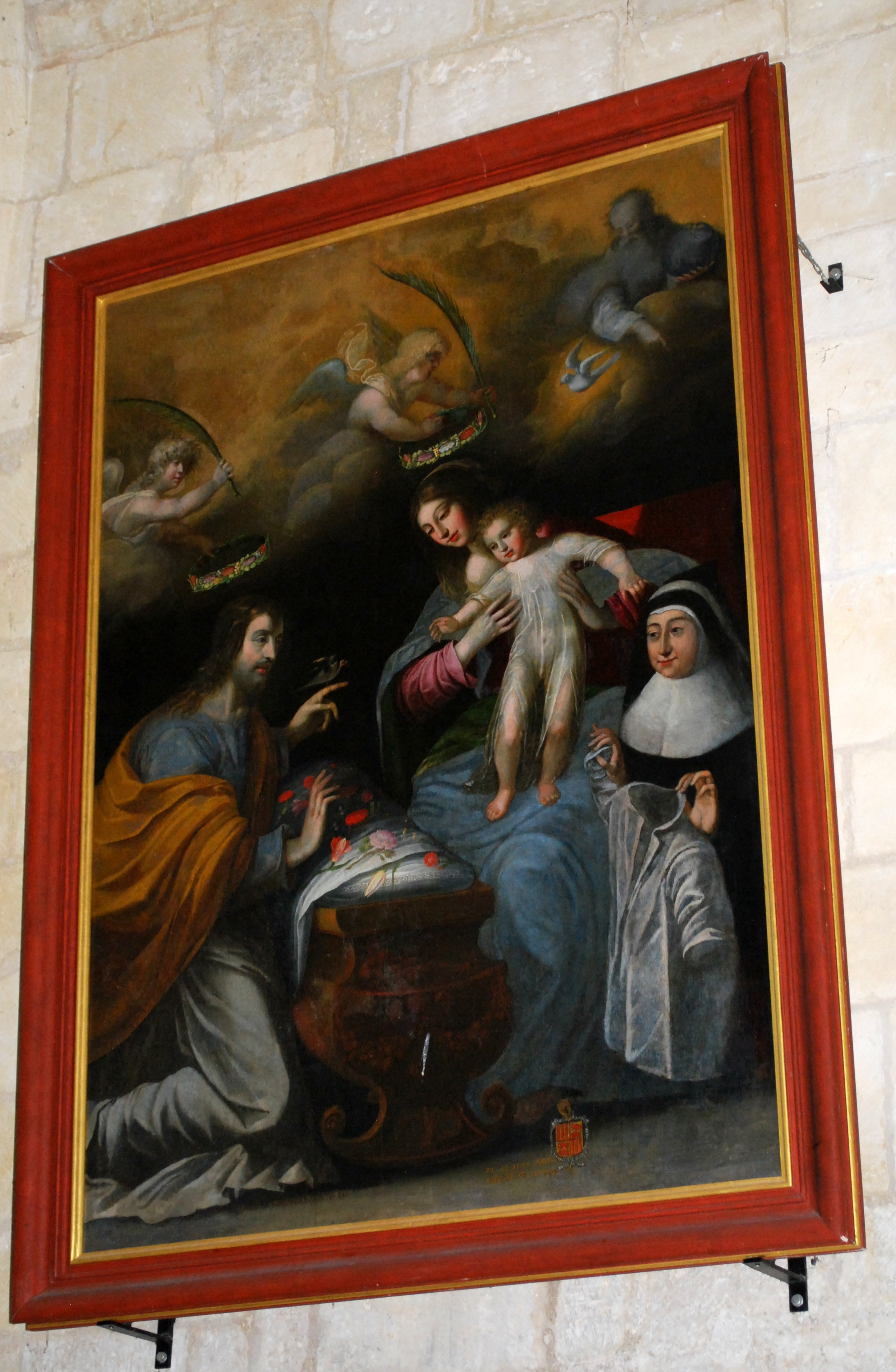
La Sainte Famille.
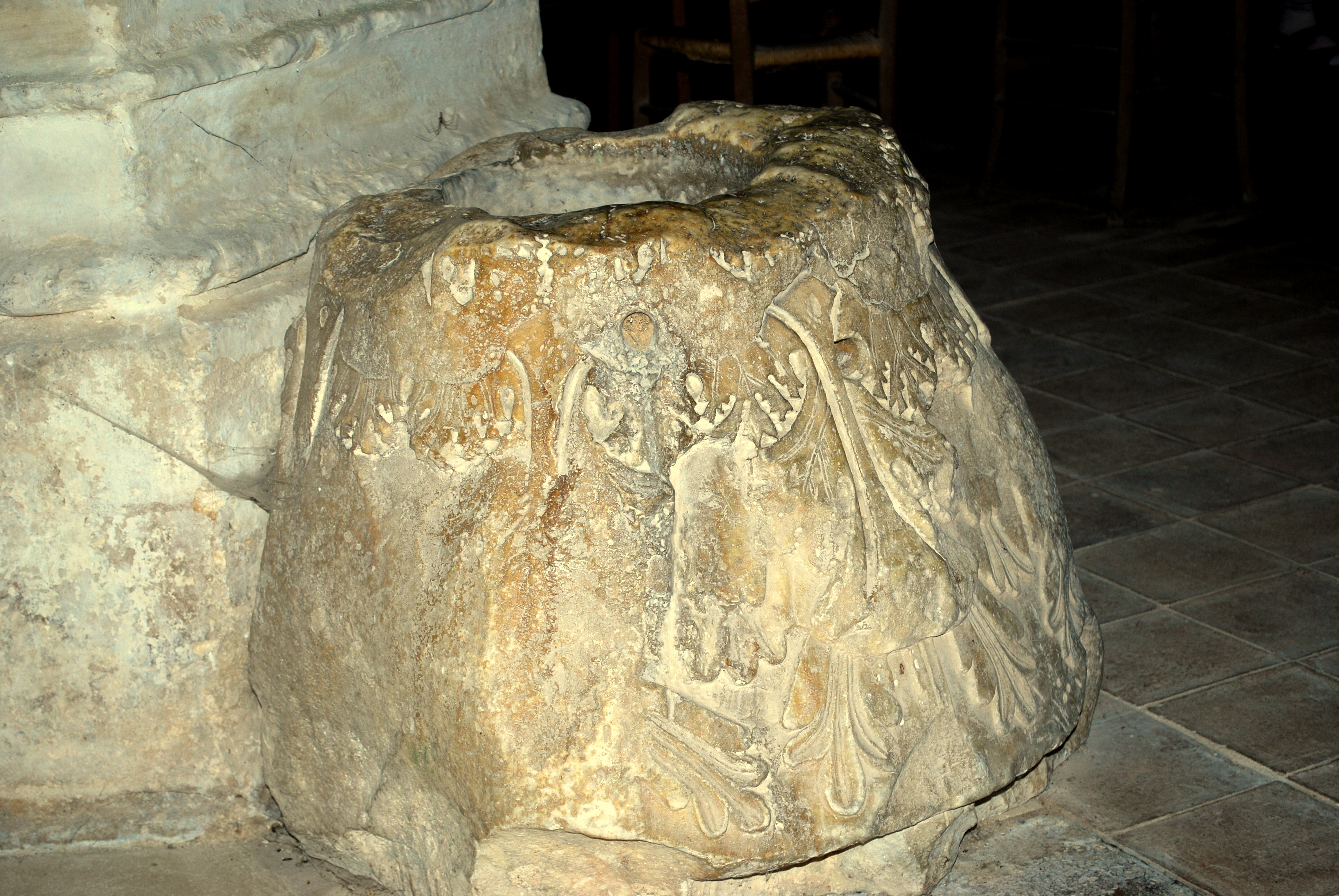
Bénitier.
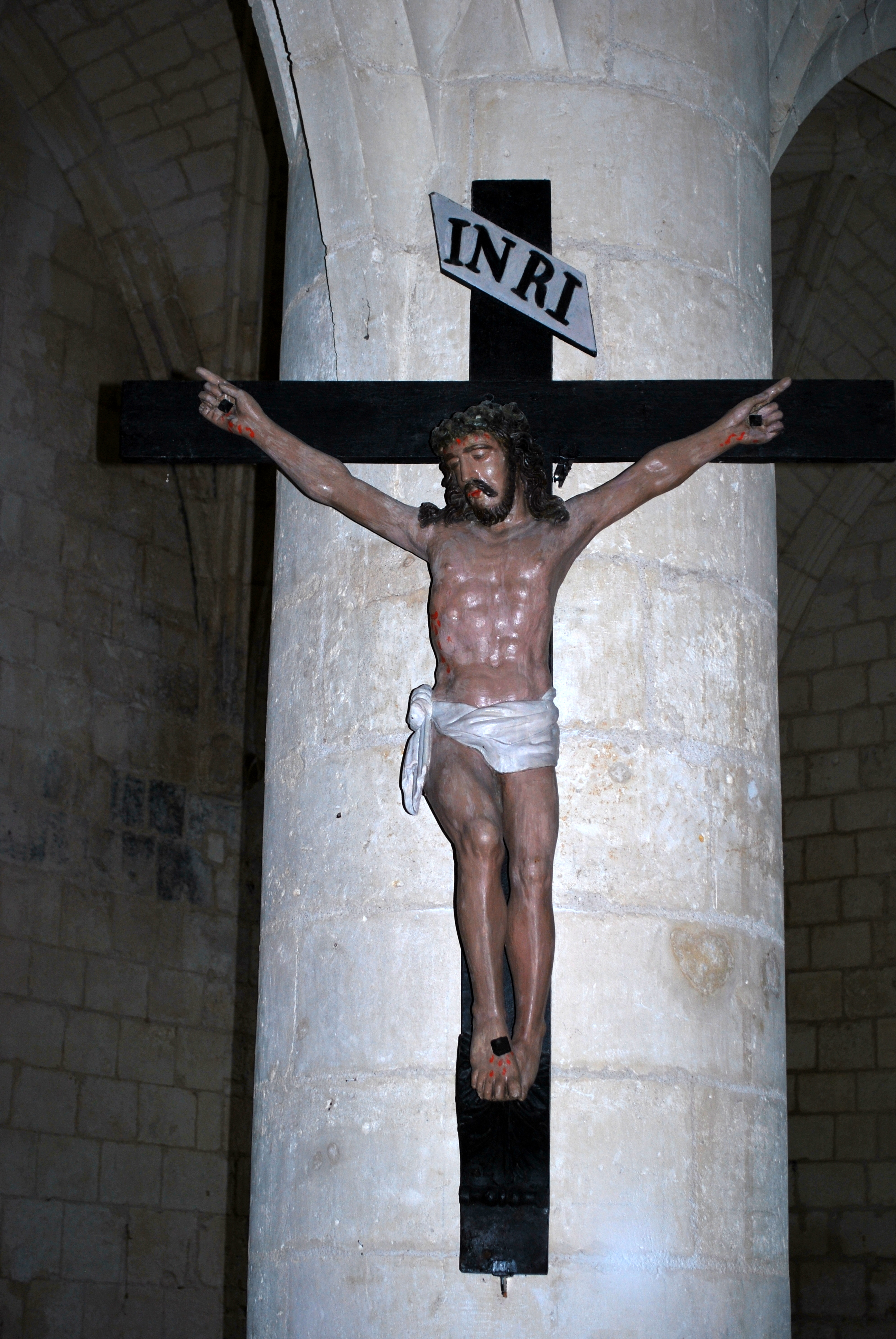
CrucIfix.
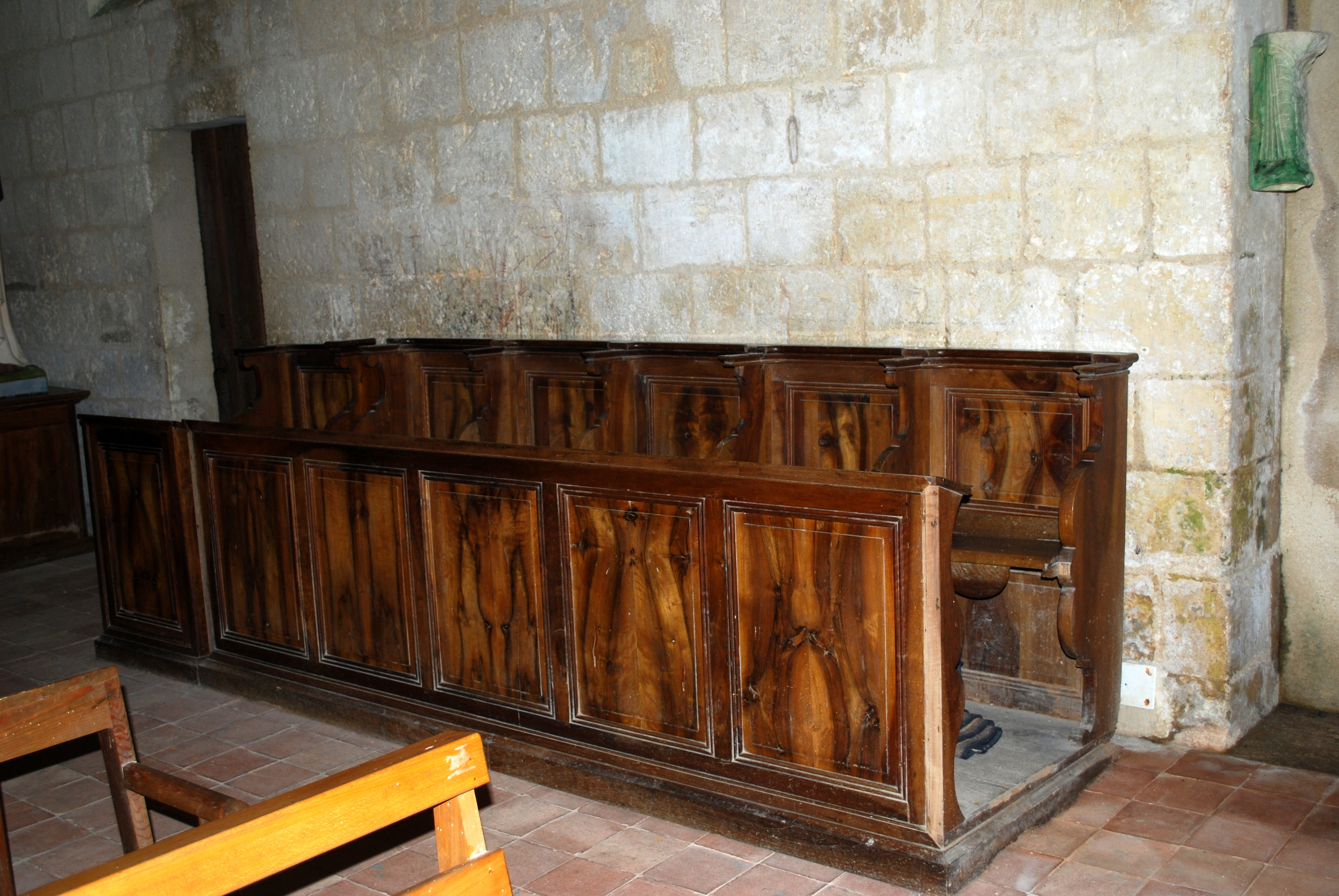
Stalles.
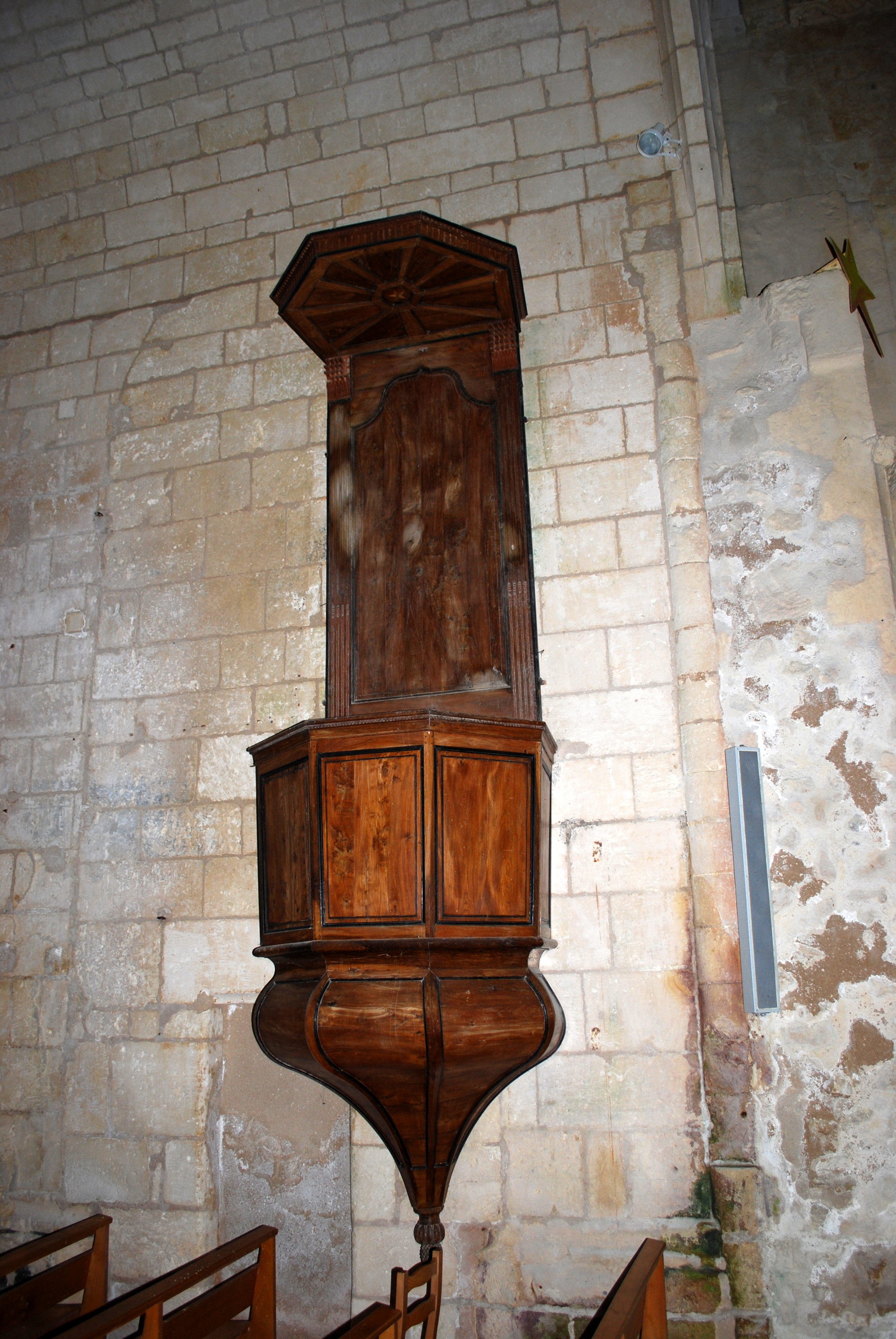
Chaire à prêcher.
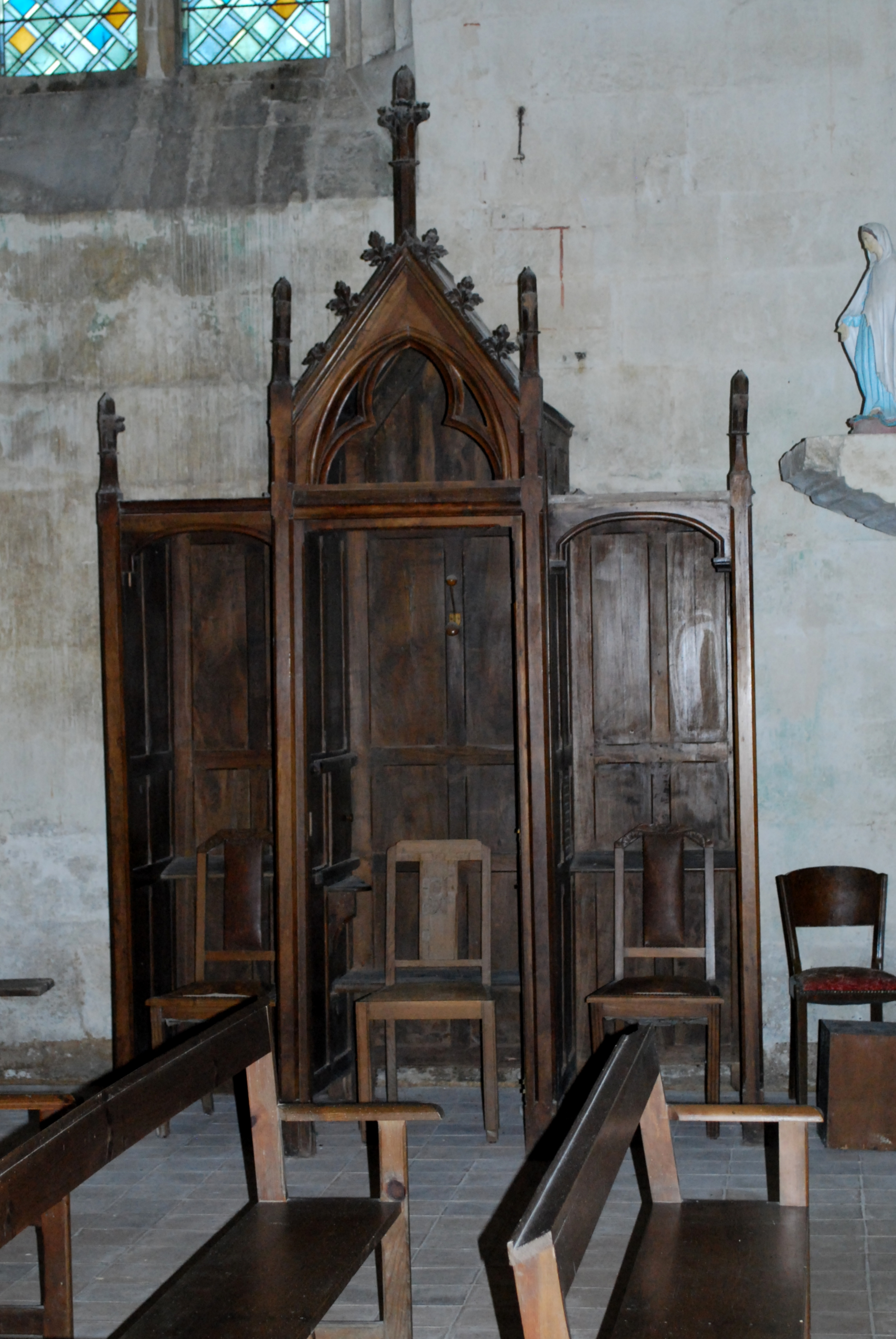
Confessionnal.

Les vitraux : Les vitraux ont été refaites dans les années 1970.

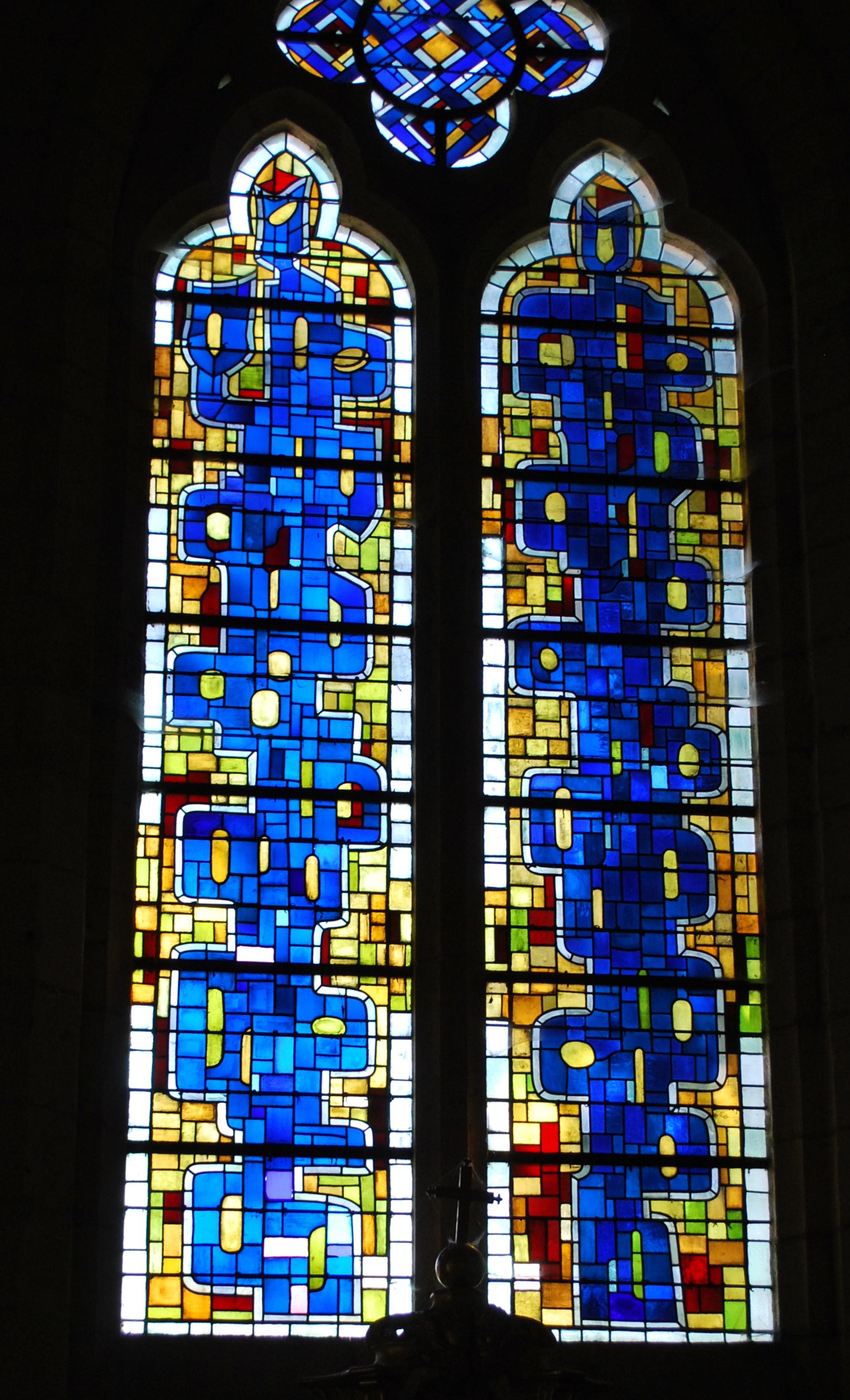
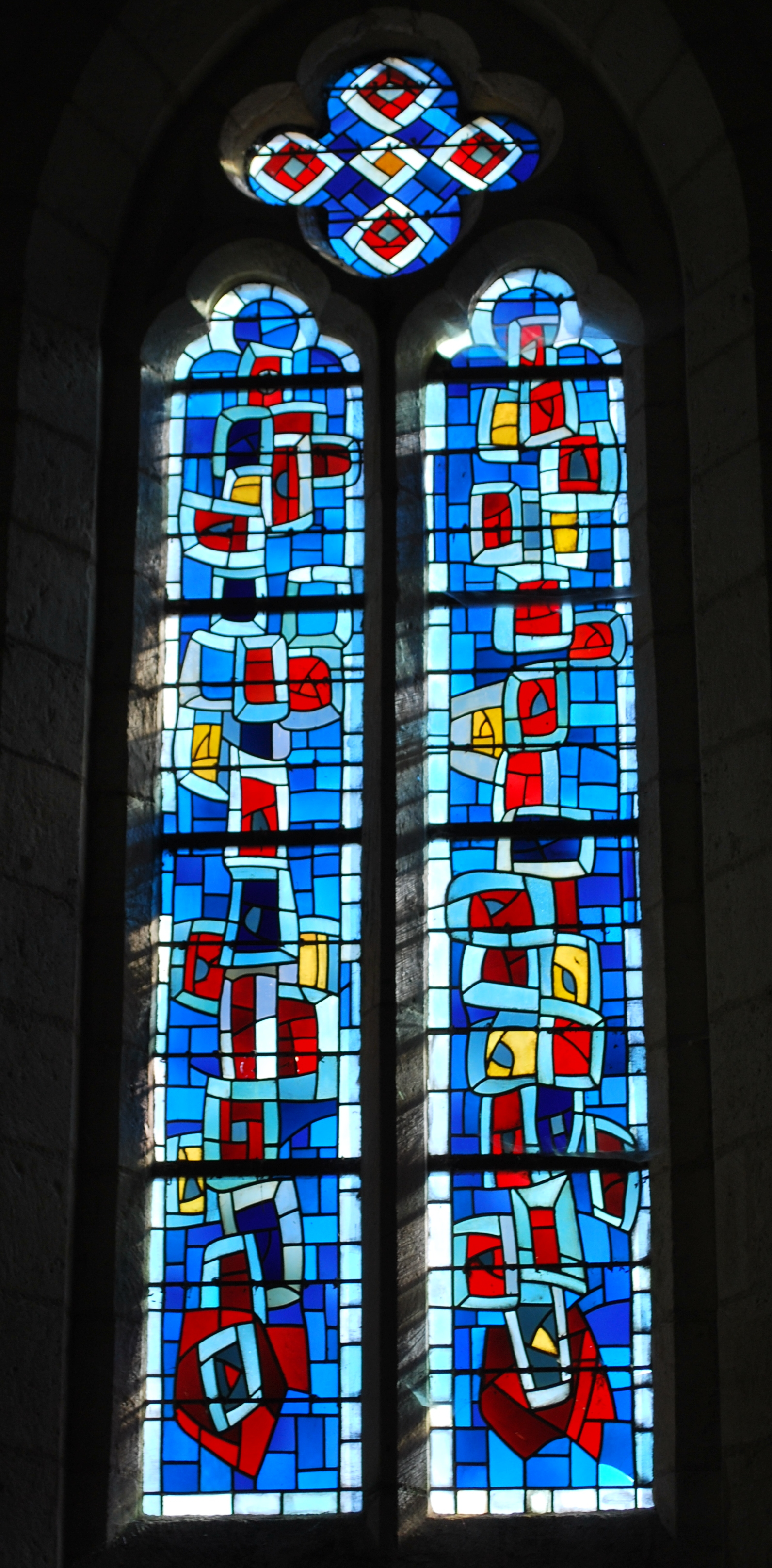
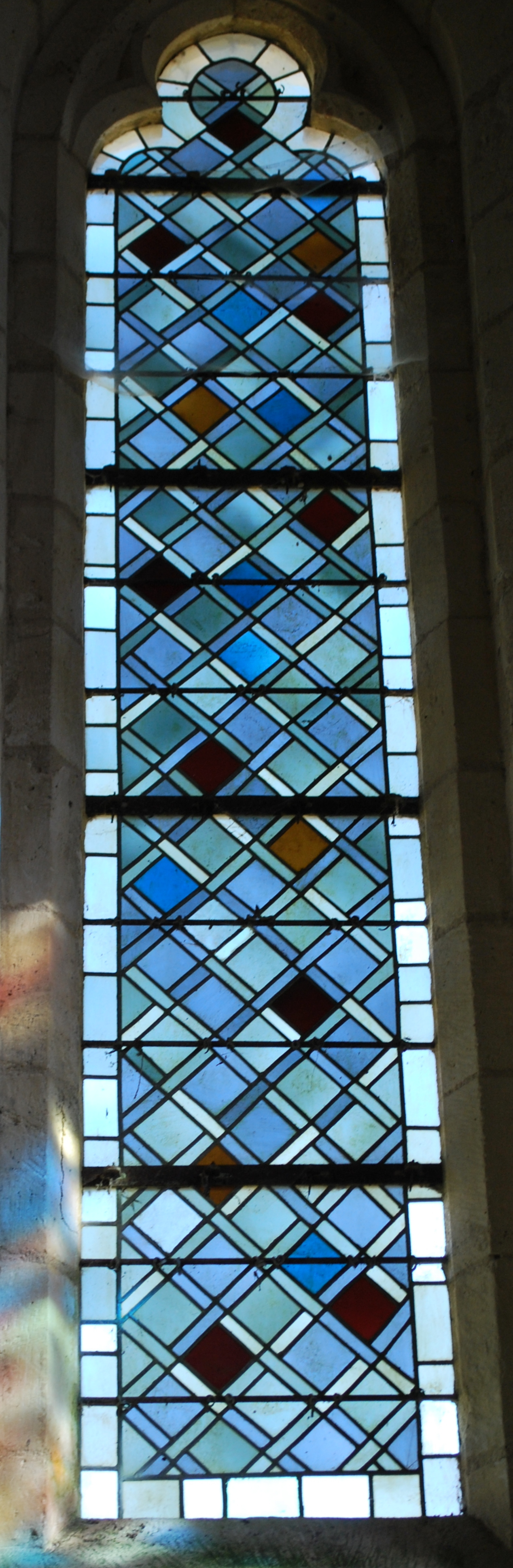
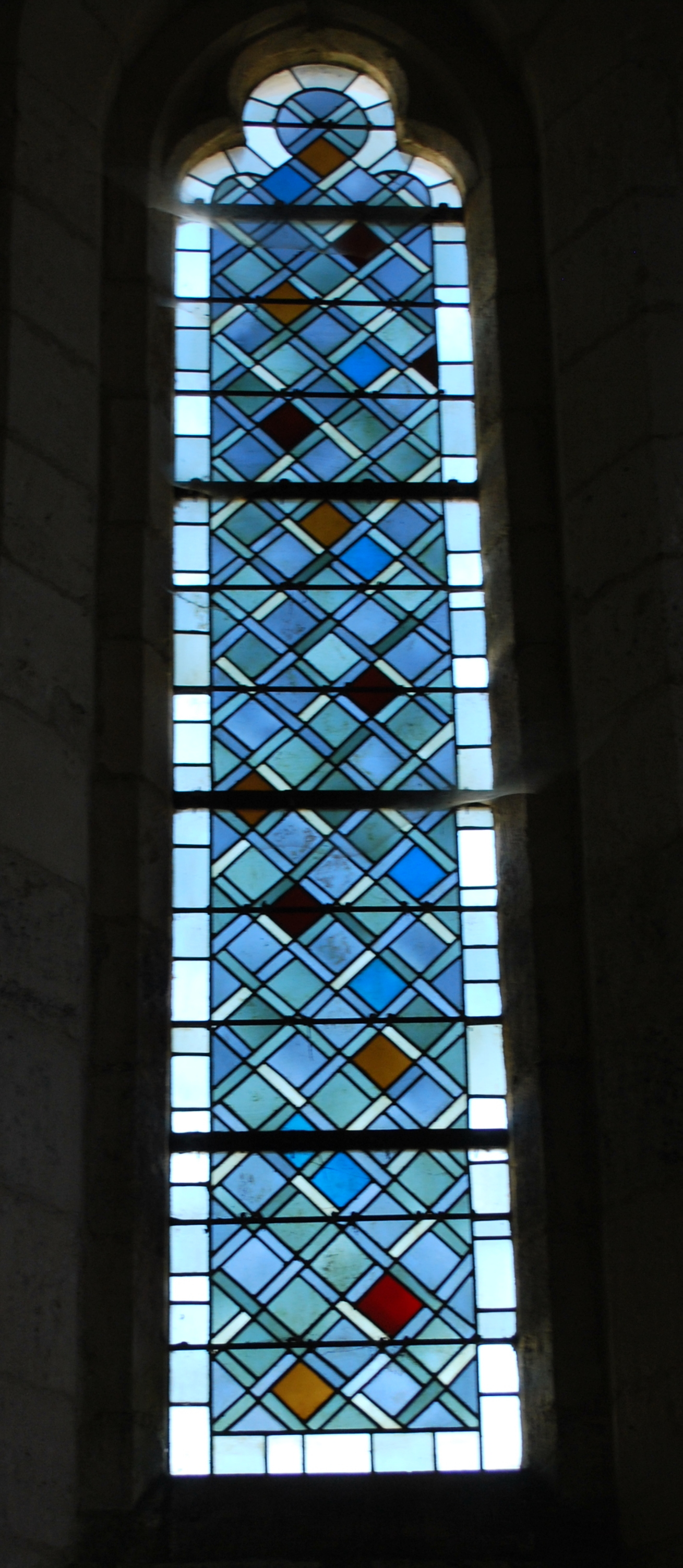
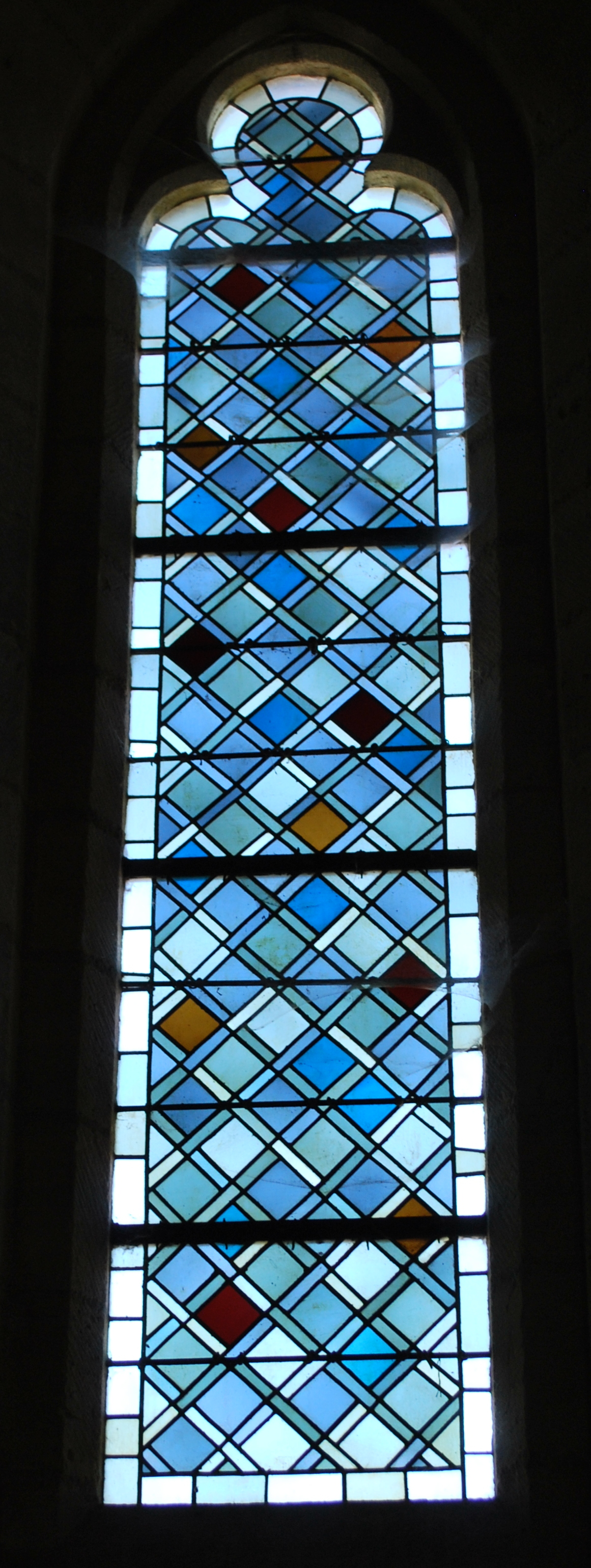
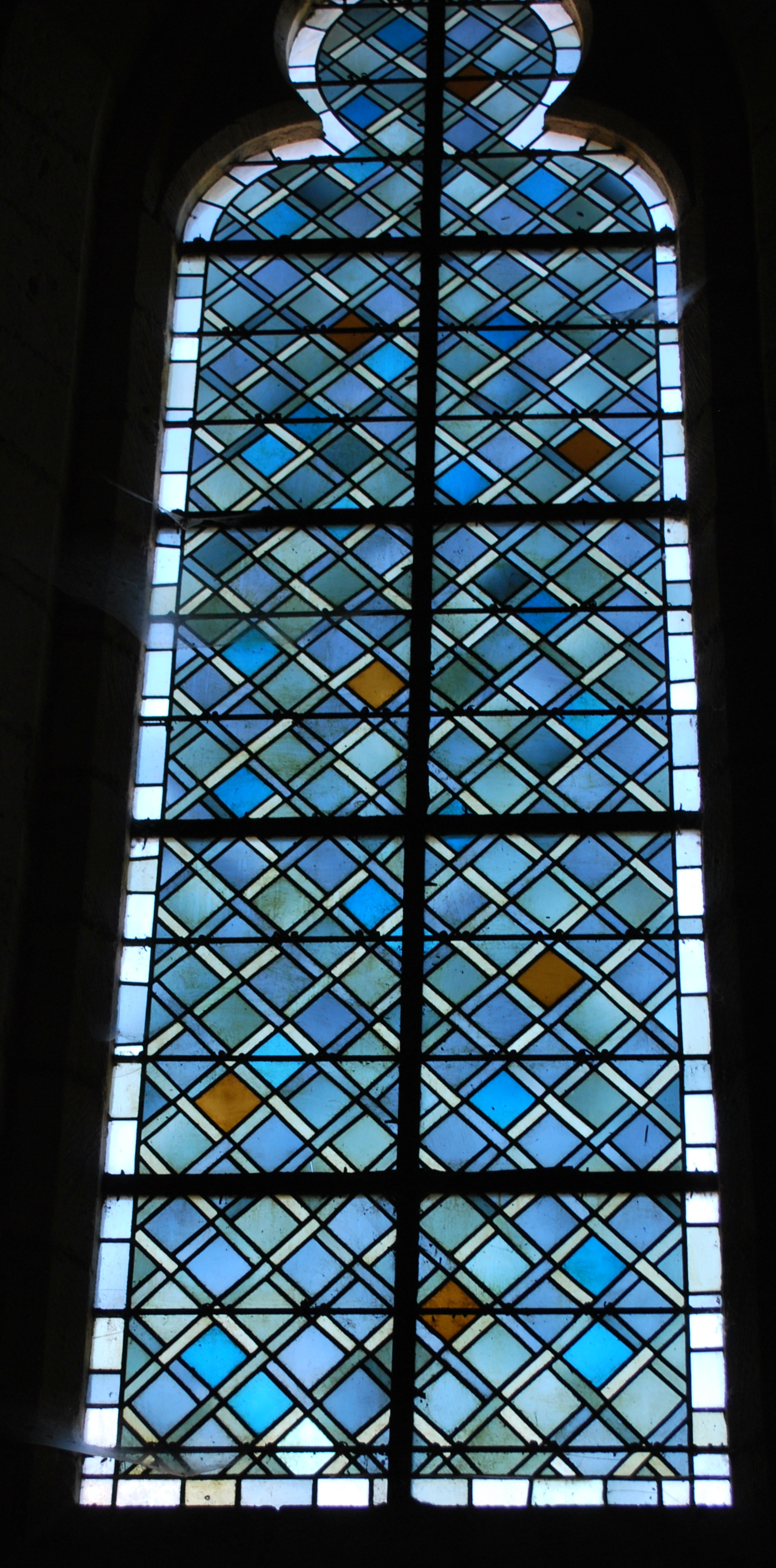
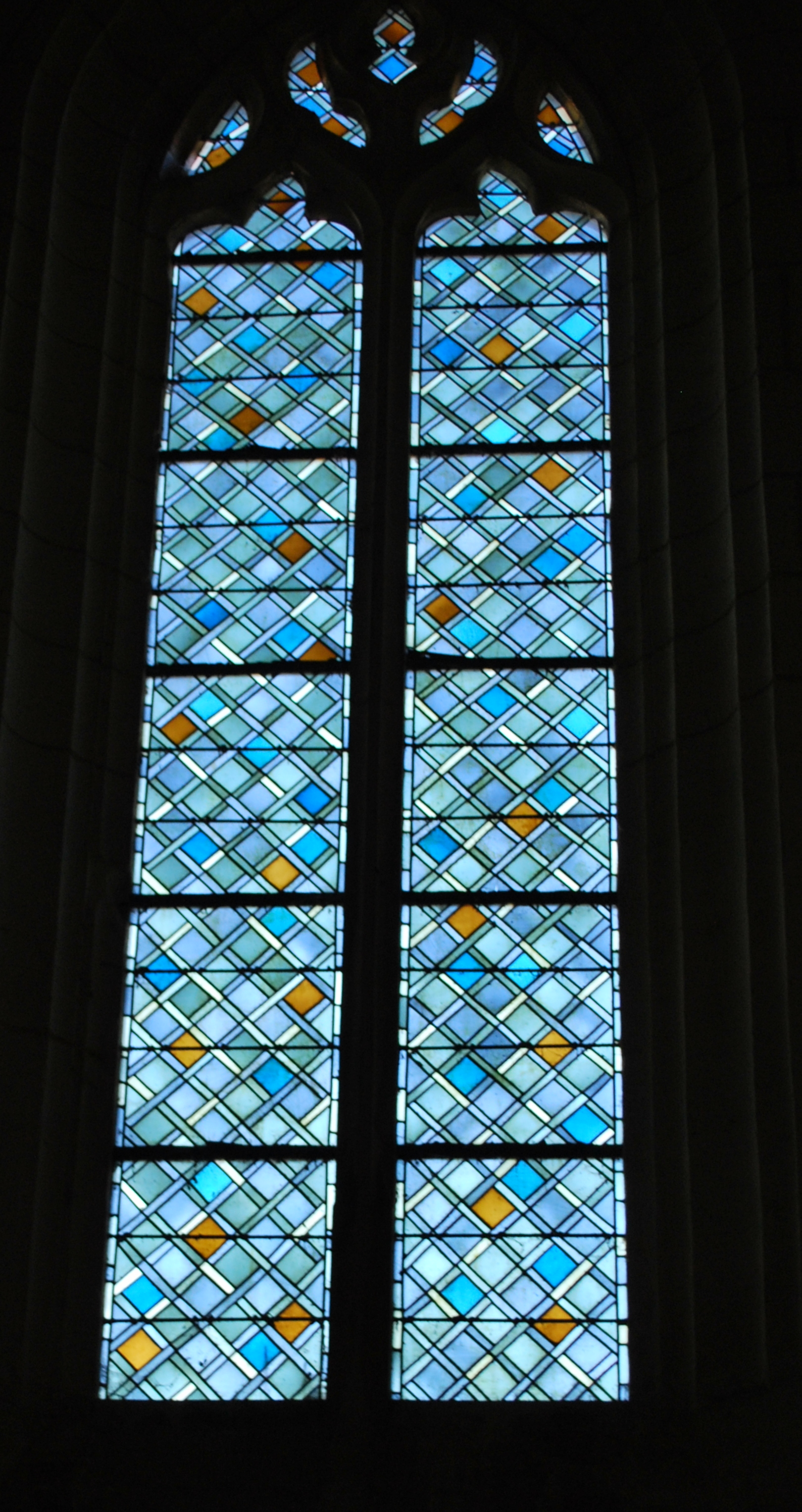
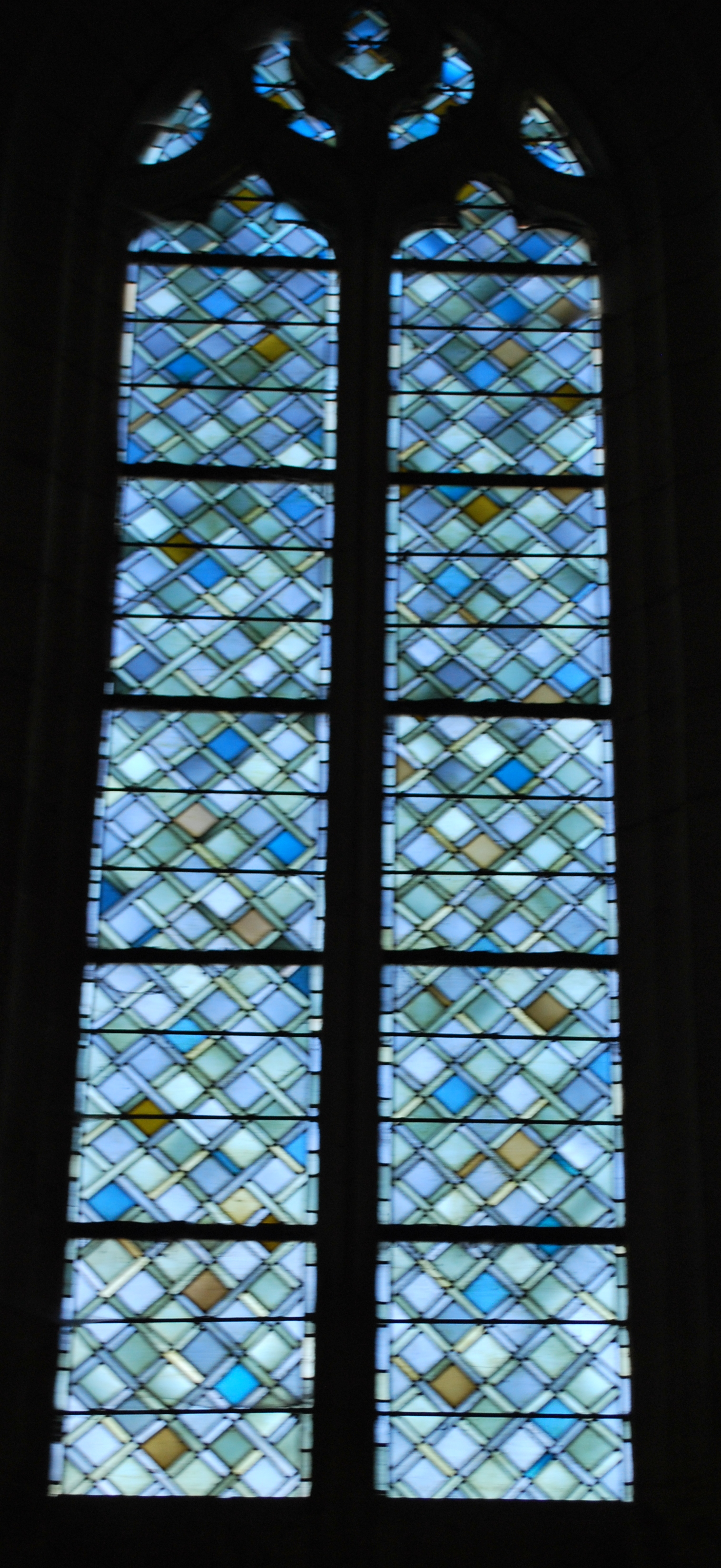
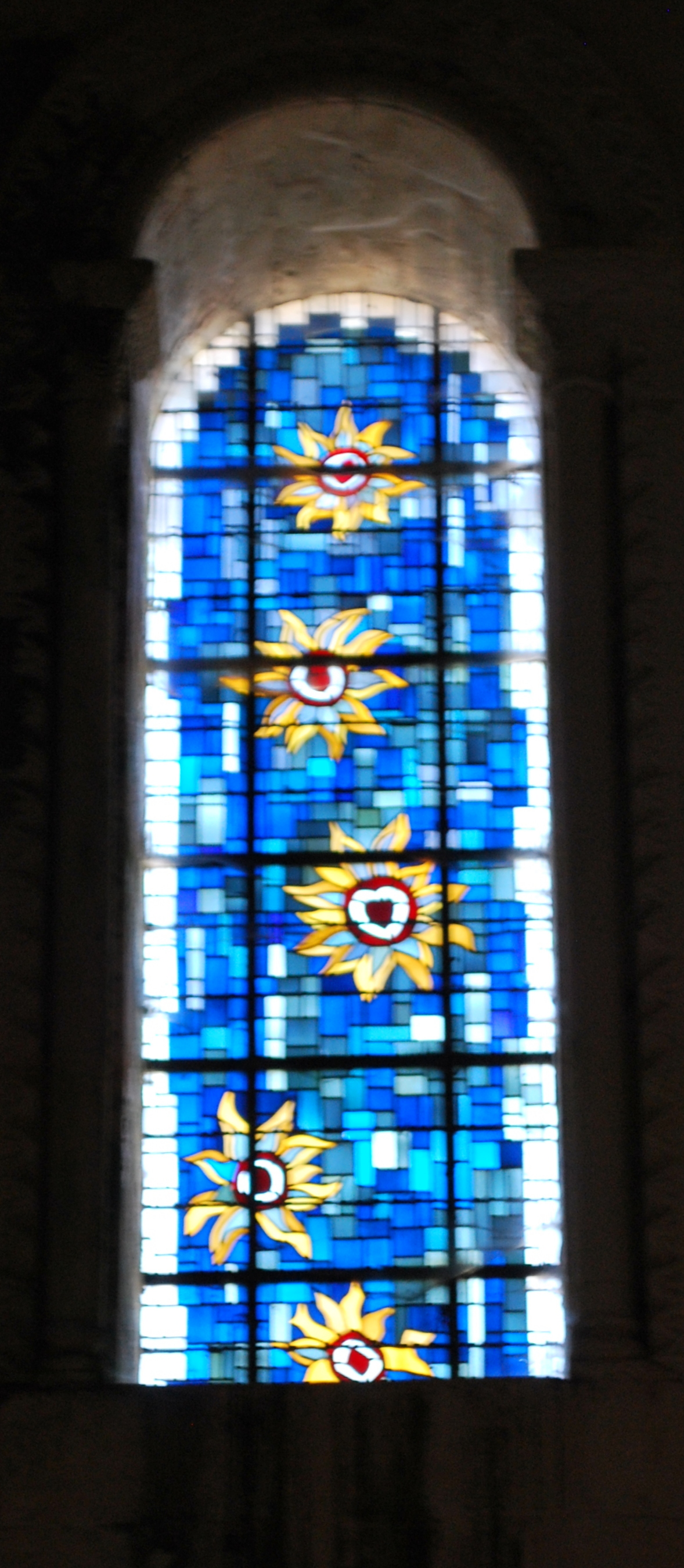
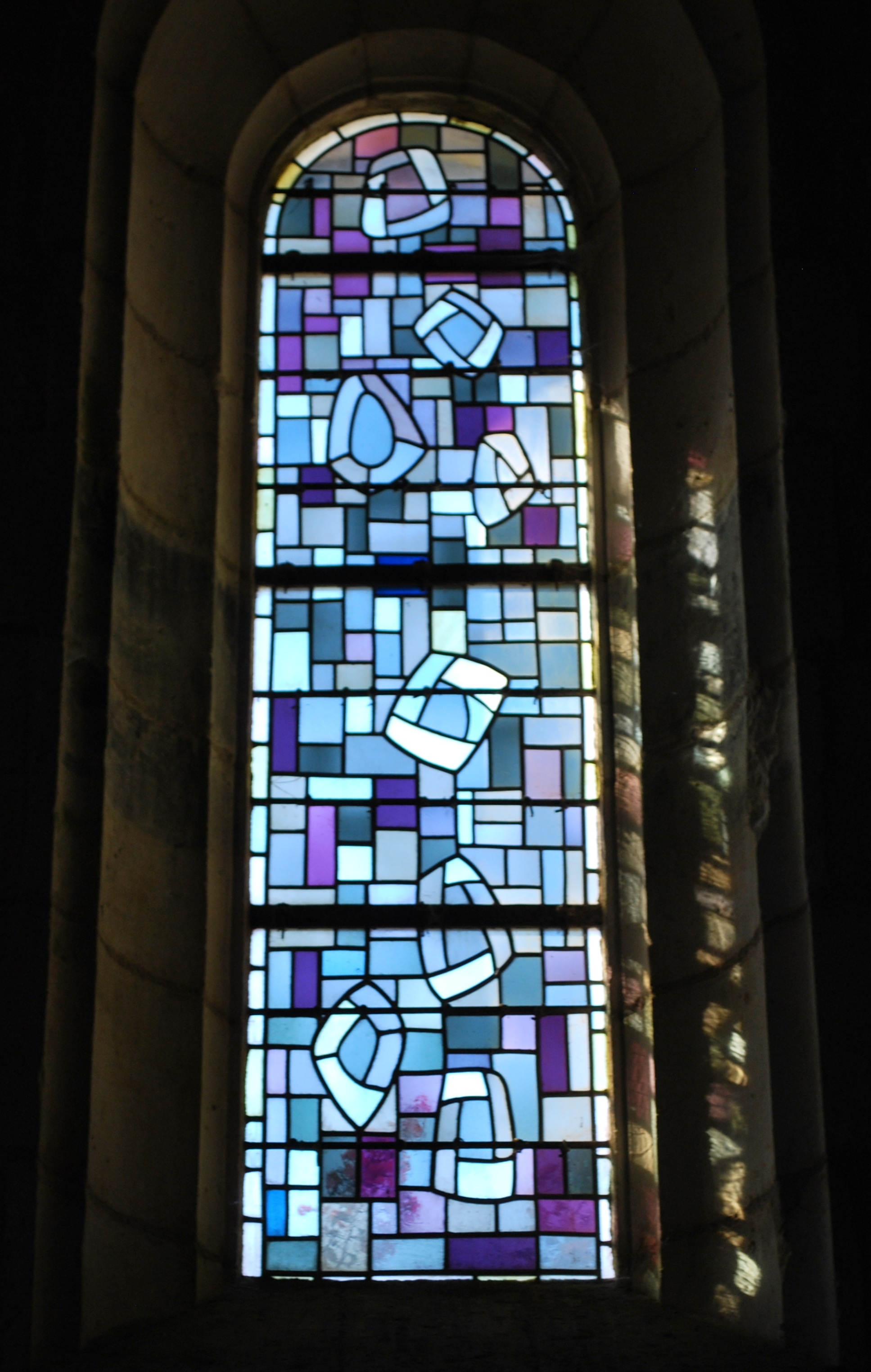
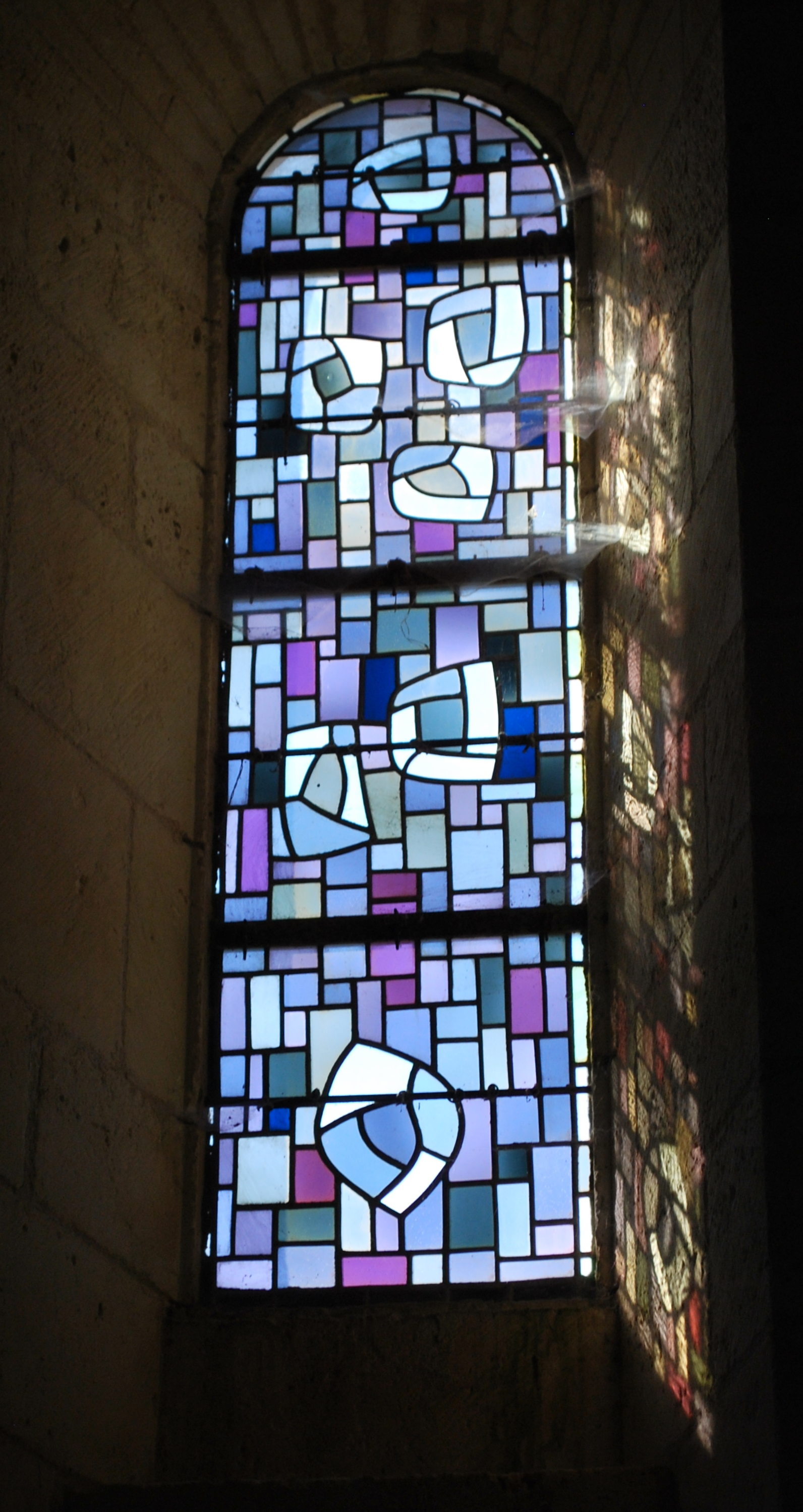
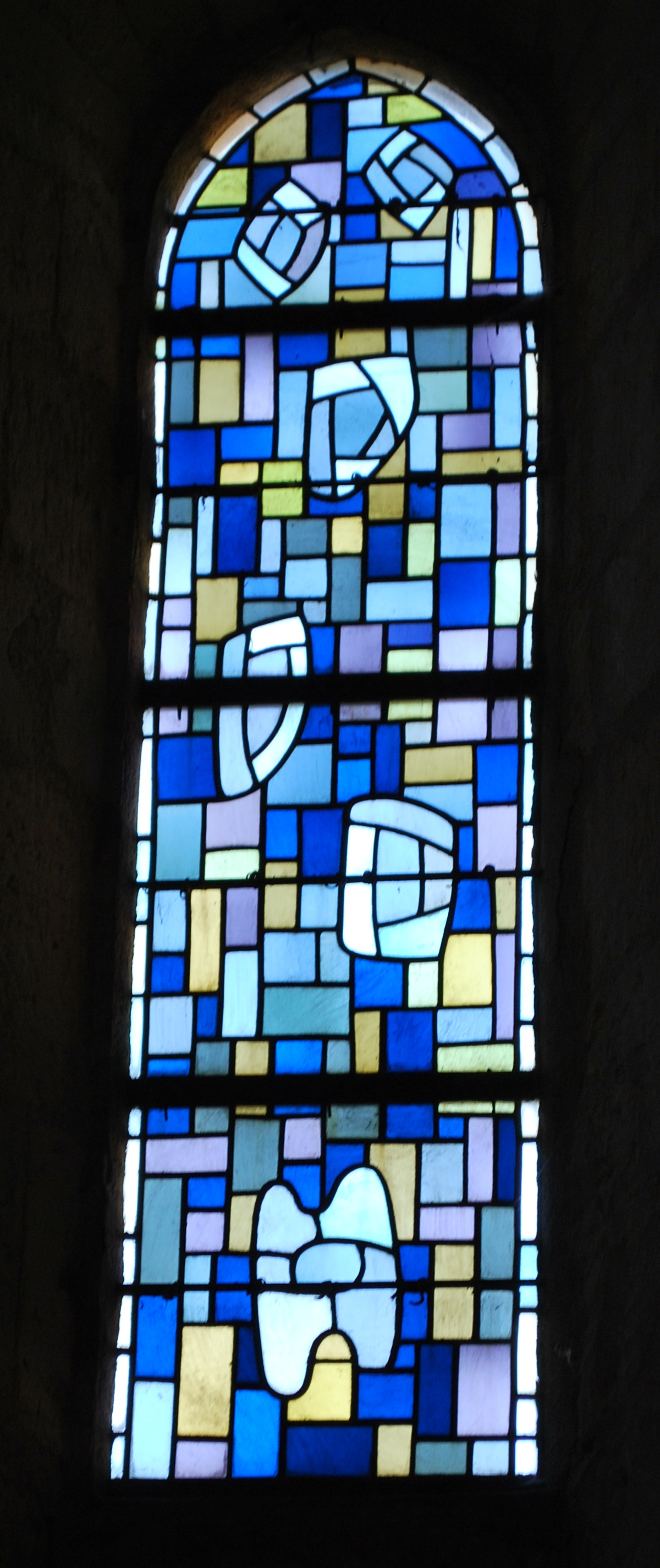
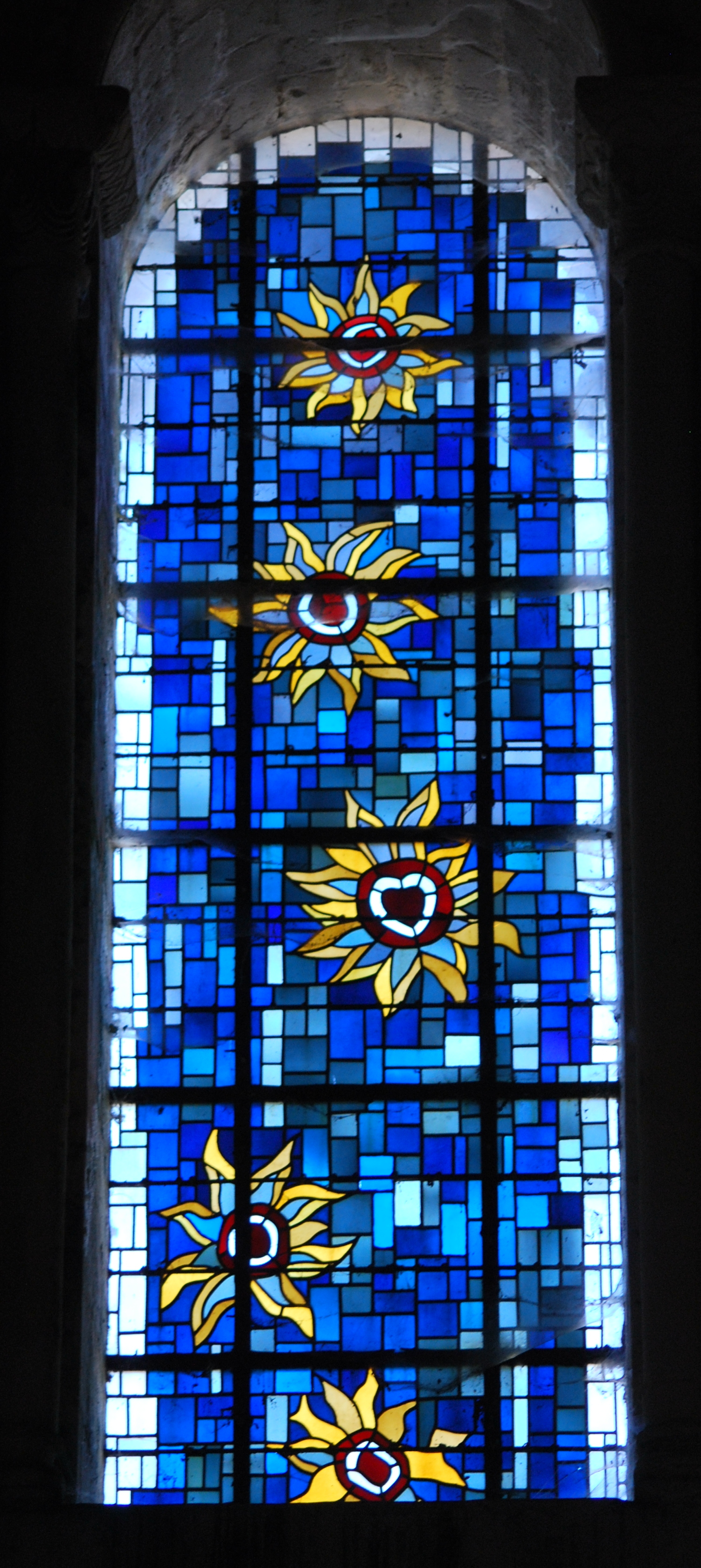